# India
India, officieel de Republiek India (Hindi: भारत गणराज्य, Bhārat Gaṇarājya, Engels: Republic of India), is een land in Zuid-Azië. Met 1.326.093.247 (2020) inwoners heeft het land in april 2023 de Volksrepubliek China ingehaald en is daarmee het grootste land ter wereld naar inwonertal.
India ligt op het Indisch subcontinent en is voor het grootste deel een schiereiland, dat in het westen en zuiden grenst aan de Indische Oceaan en in het oosten aan de Golf van Bengalen. In het noorden grenst het land (van west naar oost) aan Pakistan, China (voornamelijk Tibet), Nepal, Bhutan, Myanmar en Bangladesh. Ten zuidoosten van India in de Indische Oceaan ligt de eilandstaat Sri Lanka en ten zuidwesten ervan liggen de Maldiven.
De hoofdstad is New Delhi, maar de grootste stad van het land is Mumbai. India is een federale republiek onderverdeeld in 28 staten en 8 unieterritoria (waaronder het nationaal hoofdstedelijk territorium).

## Naam
De naam India of Indië (ινδιη) werd in de oudheid door de oude Grieken afgeleid van "Sindhu", de lokale naam voor de rivier de Indus. De naam "India" sloeg als een pars pro toto op alle gebieden ten oosten van de rivier, waarover in die tijd weinig bekend was. De Indus vormde de grens van de Hellenistische wereld en kwam overeen met het einde van de in het Westen toentertijd bekende wereld.
Ook nadat Europese ontdekkingsreizigers en handelaren in de 15e eeuw het zuiden en zuidoosten van Azië hadden verkend, kreeg de naam "Indië" of "India" geen vastomlijnde betekenis. Bovendien werd ook de Nieuwe Wereld wel "Indië" genoemd (en haar bewoners "Indianen"). Om het verschil te benadrukken sprak men wel van "West-Indië" (in Amerika) en "Oost-Indië" (in Azië). In Azië werd het gebied onderverdeeld in "Voor-Indië" (ongeveer wat tegenwoordig Zuid-Azië wordt genoemd) en "Achter-Indië" (ongeveer wat tegenwoordig Zuidoost-Azië heet). Pas met de onafhankelijkheid van India in 1947 ontstond de huidige, vastomlijnde maar veel beperktere betekenis, waarbij het Engelse woord voor Indië voortaan in het Nederlands op de nieuwe staat ging slaan. In historische zin wordt de naam "India" in het Nederlands echter ook vaak voor een veel groter gebied gebruikt, meestal voor heel Voor-Indië of het zuiden van Azië.
De term "India" wordt in navolging van het Engels voor de moderne staat gebruikt. Lange tijd was "Indië" gebruikelijk in België, maar naar Nederlands voorbeeld is het vervangen door "India". "Indië" verwijst in het Nederlands meestal naar de vroegere Nederlandse kolonie Nederlands-Indië, het hedendaagse Indonesië. Dit geldt eveneens voor het adjectief: "Indisch" heeft in Nederland betrekking op Nederlands-Indië of Indonesië, "Indiaas" op India; in België wordt "Indisch" niettemin ook veelvuldig gebruikt in de betekenis van "Indiaas".
De oude Ariërs noemden het land waar zij woonden "Aryavarta", hetgeen in de vroege Vedische tijd ook deels in Centraal-Azië lag. Het Sanskriet woord "ārya" betekent 'respectabel iemand' en in later tijden "iemand van de eerste drie kasten" (in tegenoverstelling tot "śūdra"). Omgekeerd betekende anārya 'iemand van de oorspronkelijke donkerkleurige bevolking' die ook "dāsa" of "dasyu" werd genoemd. (De Rig-Veda doet er enigszins denigrerend over maar de oorspronkelijke bewoners tijdens de Indusbeschaving werden in het oude Sumerië "meluhha" genoemd, hetgeen mogelijk verwant is aan het Vedische woord "mleccha", wat verwijst naar mensen die de Vedische taal niet goed beheersten.) Het woord "varta" betekent in het Sanskriet "verplaatsingsgebied", "land", "verblijf", "kostwinning" of "bestaansmiddel". De afkorting Varta werd verbasterd tot Bharta en later tot Bharat.
De Perzen noemden (een deel van) het land "Hindoestan", het land van de hindoes. De verschillende politieke partijen hebben wel andere voorkeursnamen voor het land, zoals "Hindoestan", "Hindu Rashtra" en "Bharat". De naam "Bharat" zou afstammen van twee oude koningen die Bharata genoemd werden. De naam Hindoestan werd officieel opgegeven na de onafhankelijkheid op 15 augustus 1947. De naam wordt nog wel gebruikt in het dagelijkse spraakgebruik. Een populair patriottisch lied, geschreven door een Pakistaanse moslim, Mohammed Iqbal, begint met de zin: Sare jahaan se acchaa, Hindustan humaraa (Beter dan de rest van de wereld is ons Hindoestan).

## Geografie

### Natuurlijke situatie

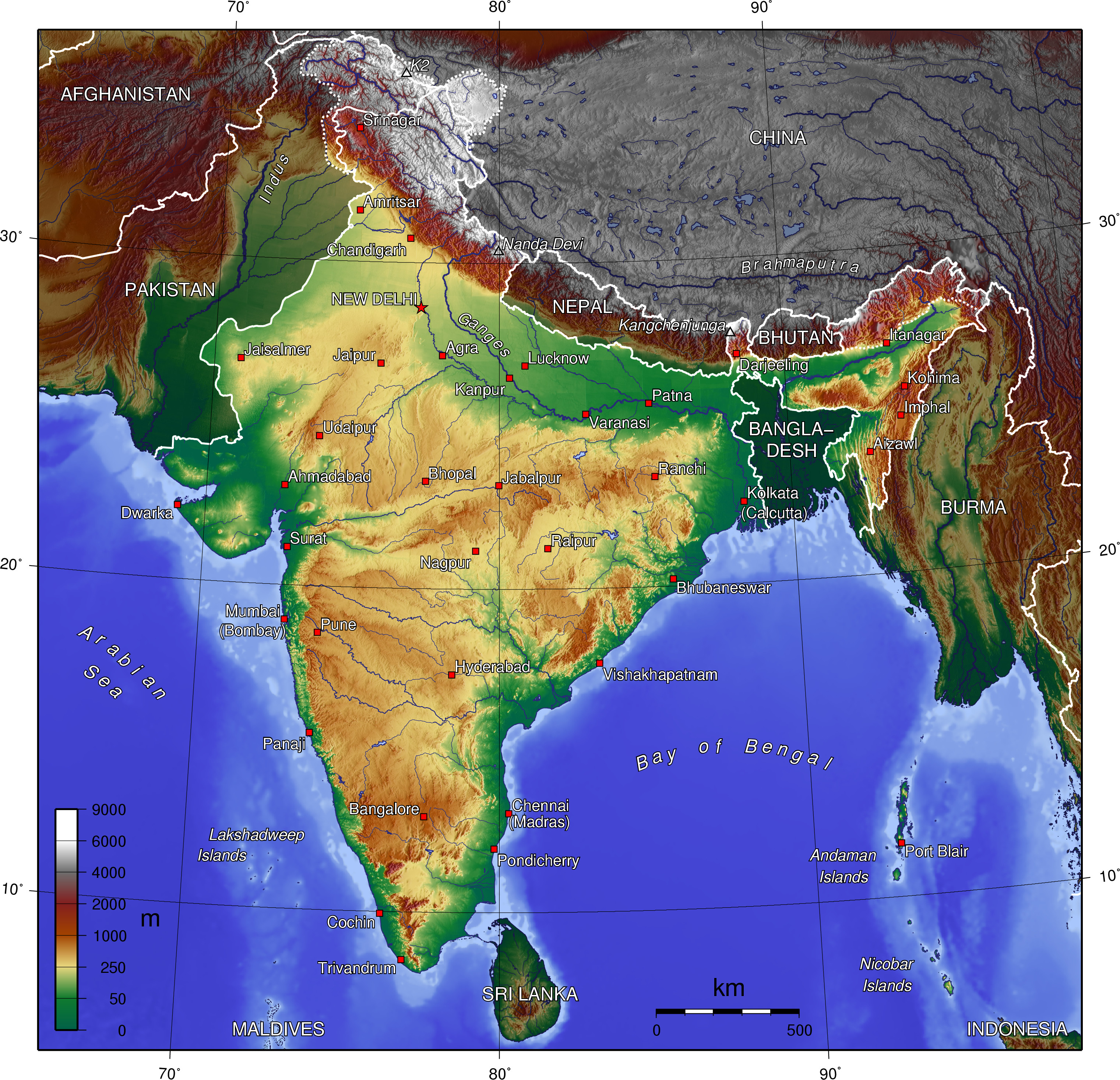
Topografische reliëfkaart van India

India ligt op het Indiase schiereiland en bestaat ruwweg uit drie delen. Het noorden van het land is zeer bergachtig met een gedeelte van de Himalaya bergketen (hoogste punt Kangchenjunga 8598 meter) en uitlopers daarvan zoals de Pamir en Karakoram. Hierna de vlakte met grote rivieren zoals de Ganges en de Brahmaputra die beginnen in de Himalaya en de noordelijke vlakten zeer vruchtbaar maken. In het westelijk gelegen gedeelte ligt hier de Tharwoestijn. Het zuiden van India is een groot plateau genaamd de Dekan of Deccan. Dit plateau ligt tussen de Golf van Bengalen in het oosten en de Arabische Zee in het westen. Het plateau wordt van de kust gescheiden door twee bergketens: de Oost-Ghats en de West-Ghats.
India is ook het thuis voor verscheidene grote rivieren zoals de Ganges, Brahmaputra, Yamuna, Godavari en de Krishna. Slechts een klein gedeelte van de loop van de rivier die aan het land zijn naam geeft, de Indus, ligt op Indiaas grondgebied. Met Pakistan werd reeds in 1960 het Indus-Waterverdrag afgesloten, om het beheer over het rivierbekken te regelen.

### Steden

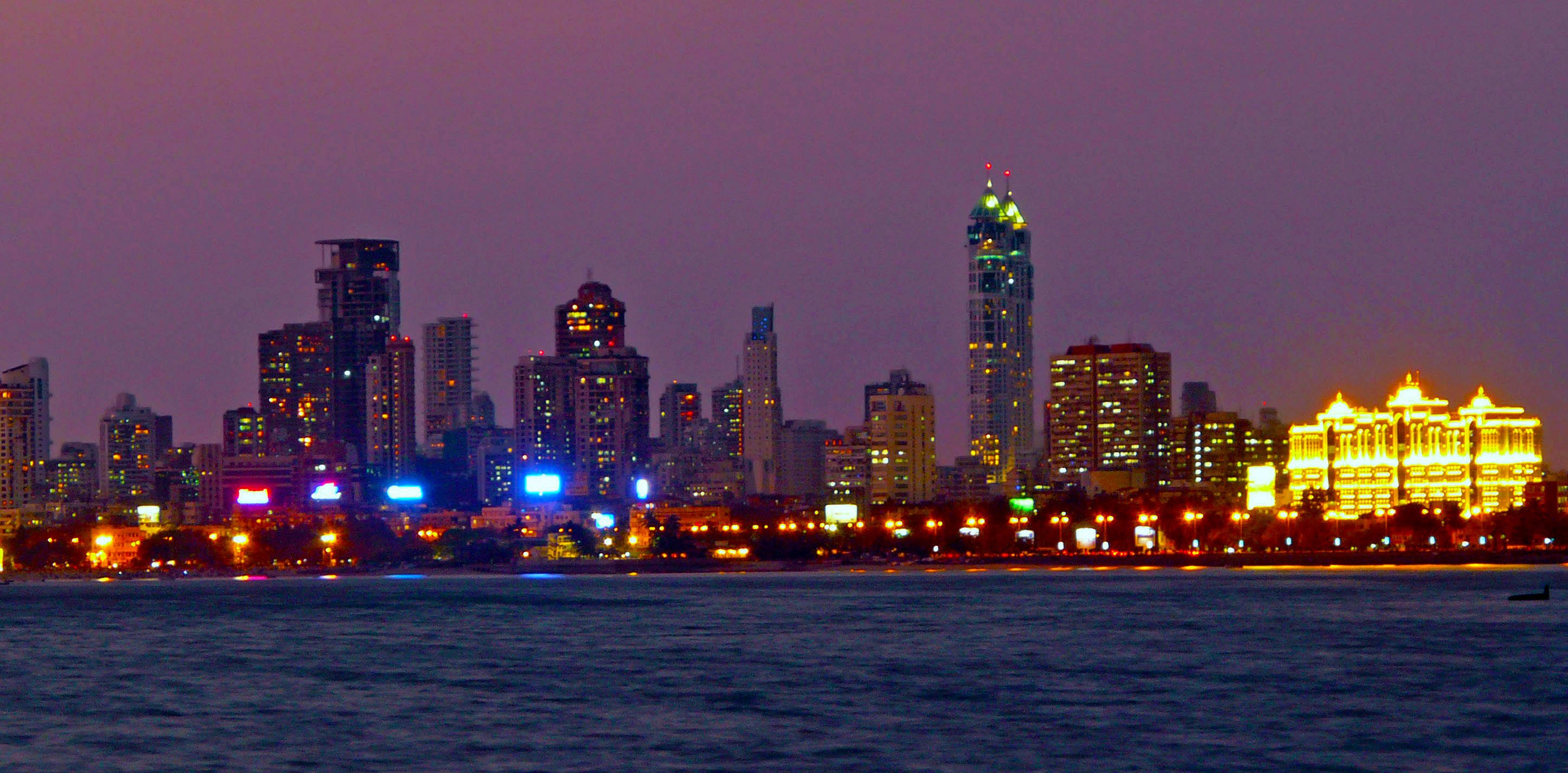
Skyline van Mumbai, India's grootste stad

Mumbai (Maharashtra) is de grootste stad van India. Andere steden met een agglomeratie van meer dan vijf miljoen inwoners zijn:
- Delhi (Delhi)
- Bangalore (Bengaluru) (Karnataka)
- Haiderabad (Hyderabad) (Telangana)
- Ahmedabad (Gujarat)
- Chennai (Tamil Nadu)
- Calcutta (Kolkata) (West-Bengalen)
- Pune (Maharashtra)

### Klimaat
India heeft door zijn grootte verscheidene klimaatzones, variërend van een tropisch klimaat in het zuiden tot een gematigd klimaat in het noorden. Het grootste gedeelte van India wordt ook gekenmerkt door een moessonklimaat en kent 3 seizoenen. Het koele seizoen van oktober tot februari, het hete seizoen van maart tot juni en het regenseizoen van midden juni tot september. De stad Delhi heeft een regenval van ongeveer 640 mm per jaar. De zuidwestelijke kust en het noordoosten van het land kennen veel meer regenval. In Darjeeling in het noordoosten tegen Nepal kan de regenval oplopen tot 3040 mm. In de Tharwoestijn in het noordwesten is de neerslag niet hoger dan 50 mm. Het centrale Deccanplateau is relatief droog.

### Flora en fauna

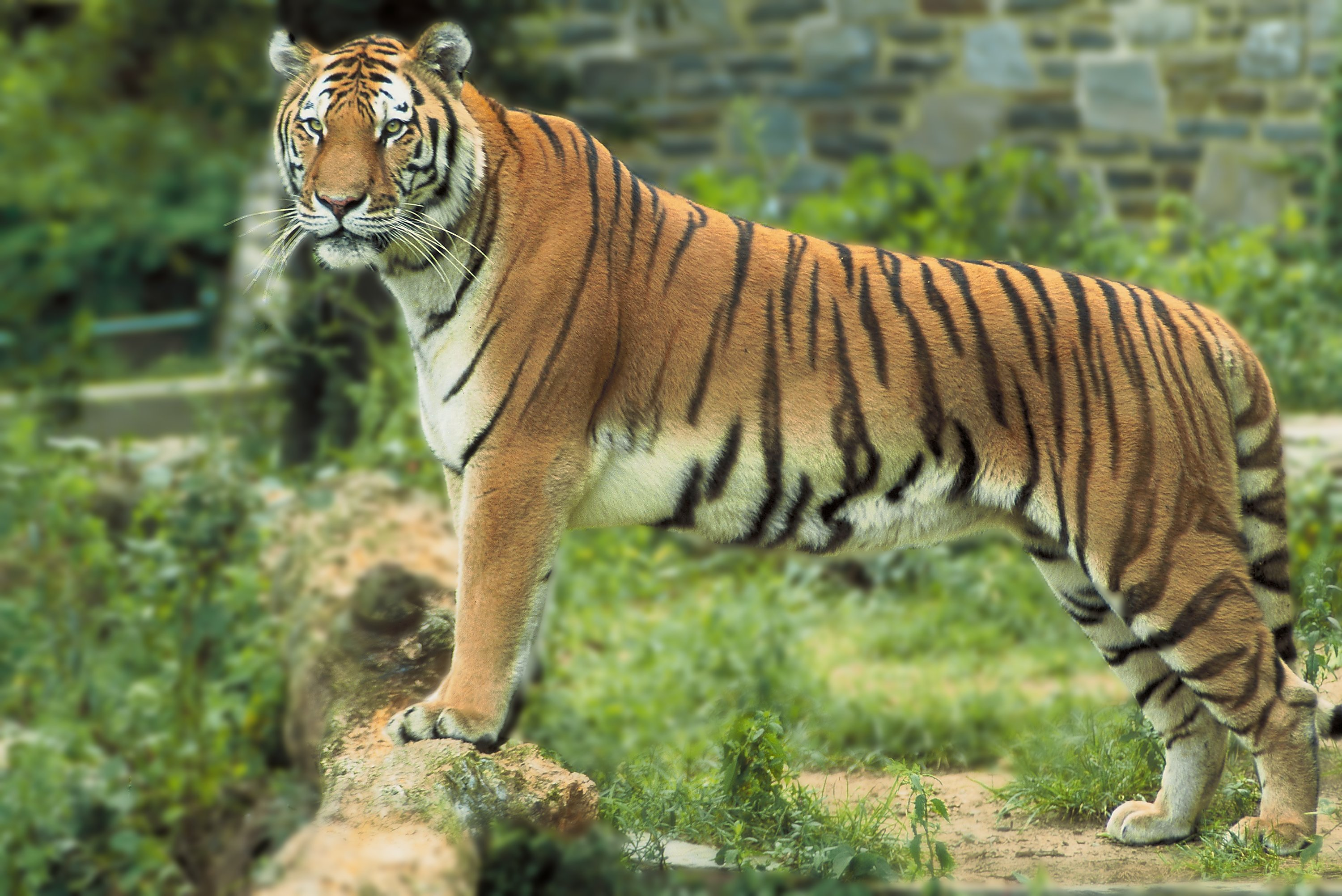
De Bengaalse tijger is een van de vele dieren die in India voorkomen

In de noordelijke valleien zijn er voornamelijk bossen. In het noordoosten komen er veel bamboebossen voor. Het noordwesten is voornamelijk steppe en woestijn. Het centrale plateau in het zuiden kent een begroeiing van palmbomen met regenwoud naar de regenachtige zuidwestkust toe.
Er zijn diverse Nationale Parken in India zoals:
- Nationaal park Sundarbans
- Nationaal Park Bloemenvallei, uitbreiding van Nanda Devi
- Nationaal park Kaziranga
- Wildpark Manas
- Nationaal park Keoladeo

India kent door zijn grootte, zijn verschillende klimaten en afwisselende geografie een zeer divers dierenrijk.

## Geschiedenis
India is de bakermat van twee van de grote wereldreligies: het hindoeïsme en boeddhisme. Het land heeft door de eeuwen heen grote culturele invloed gehad op Oost- en Zuidoost-Azië. Al voor het begin van onze jaartelling dreven de Indiërs handel met dit gebied, tot in China aan toe. In Zuidoost-Azië waren de eerste grote keizerrijken op Indiase ideeën en gebruiken gebaseerd: het Khmer-rijk in hedendaags Cambodja, Srivijaya op Java en Pagan in hedendaags Myanmar en hun voorlopers zijn enkele voorbeelden.

### Prehistorie

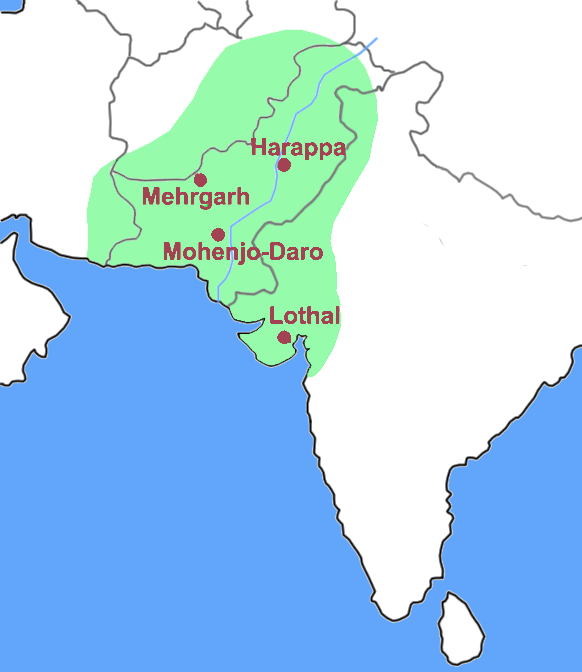
Omvang van de Indusbeschaving

De vroegste vondsten van rotsbewerkingen in India dateren tot ongeveer 40.000 jaar geleden in het paleolithicum in Bhimbetaka in centraal India en op andere locaties. De oudste permanente nederzettingen in Zuid-Azië dateren van ongeveer 9000 jaar geleden.

### Oudheid
Tijdens de Harappabeschaving, tussen 2600 v.Chr. en 1900 v.Chr., ontstonden de eerste steden. De ruïnes ervan zijn met name in de Indusvallei gevonden. Kenmerkend zijn de rechte straten, die laten zien dat de uitbreiding van de stad volgens een sterk centraal plan verliep. Dit werpt een dilemma op omdat er nauwelijks paleizen of andere sporen gevonden zijn van de leiders die dit gezag uitoefenden. Een ander raadsel is het mysterieuze schrift dat op potten en kleitabletten is gevonden, maar nog niet ontcijferd is.
Waarschijnlijk ging de Harappabeschaving geleidelijk ten onder door het leeglopen van de steden. De meest waarschijnlijke oorzaak is voedselschaarste als gevolg van klimaatsverandering. Door het verdrogen van het klimaat verdween veel van het rivierwater dat nodig was om het land te bevloeien en de steden te voeden.

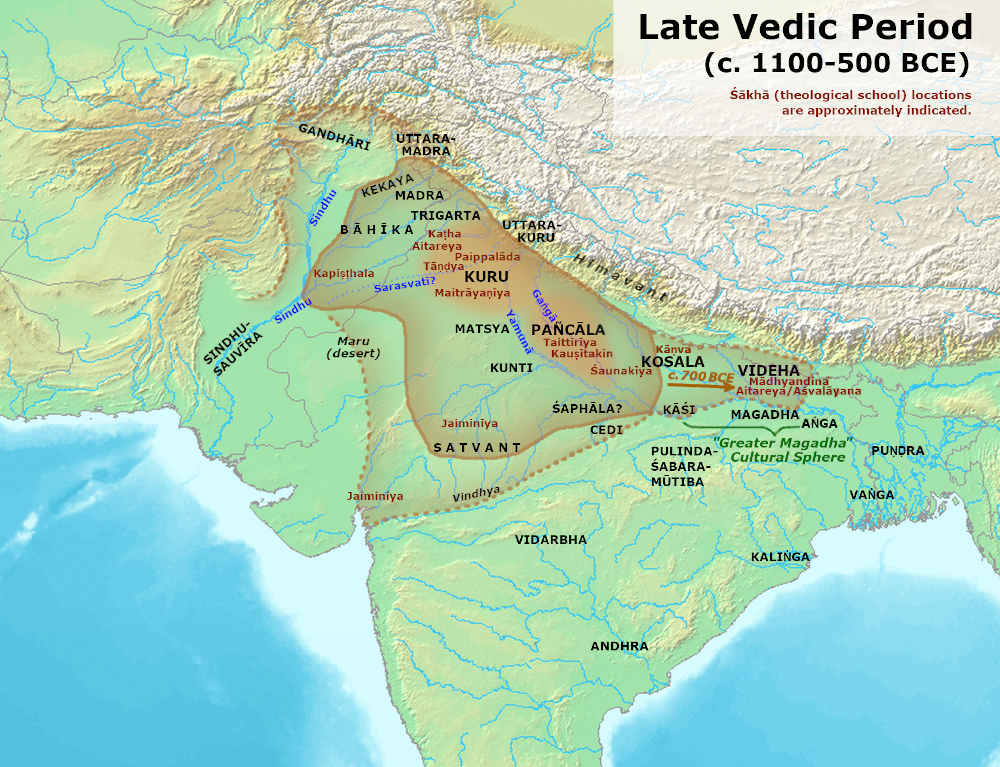
Verspreiding van de Vedische cultuur en belangrijkste Vedische stammen of proto-staatjes tussen 1100-500 v.Chr..

De Arische beschaving, die rond 1500 v.Chr. opkwam, is vooral bekend van de overgeleverde heilige geschriften, met name de Veda's. De periode tussen 1500 en 600 v.Chr. wordt daarom wel de Vedische periode genoemd. De Ariërs waren migranten uit Centraal Azië, die kennis van het paard, veeteelt en het wiel hadden. Ze brachten een sociaal systeem mee met aparte kasten voor priesters en krijgers. De Veda's bevatten veel verwijzingen naar strijd met stammen, die een andere religie en taal hadden - de oorspronkelijke bevolking. Dit laat zien dat de verspreiding van de Ariërs soms gewapenderhand ging, en er een belangrijk onderscheid gemaakt werd tussen de veroveraars en de oorspronkelijke bevolking. Met hun paarden en strijdwagens hadden de Ariërs een militair overwicht over de oorspronkelijke bevolking. Ze leerden echter ook van de lokale stammen - zo kenden ze aanvankelijk geen sedentaire landbouw of pottenbakkerij. Voor boeren en handelaren ontstonden aparte kasten, lager dan de krijgers en priesters van de stam maar hoger dan buitenstaanders.
Dit rigide sociale systeem groeide geleidelijk uit tot het hindoeïstische kastenstelsel. Dankzij aanpassing aan het sedentaire bestaan kwam in de van oorsprong nomadische Arische stam meer voedsel beschikbaar. Daarom kon de stam meer priesters en krijgers onderhouden. De macht van de leider werd niet langer in vee uitgedrukt, maar in land. In de Vedische godsdienst was het ritueel van groot belang, met name het offerritueel. Dergelijke rituelen voorzagen en bevestigden de prominente rol van de krijgers en leiders (kshatriya's). De priesters (brahmanen) hadden het alleenrecht op het uitvoeren van rituelen en het doorgeven van de heilige teksten. Ze verwierven daardoor een grote machtspositie binnen de stam.

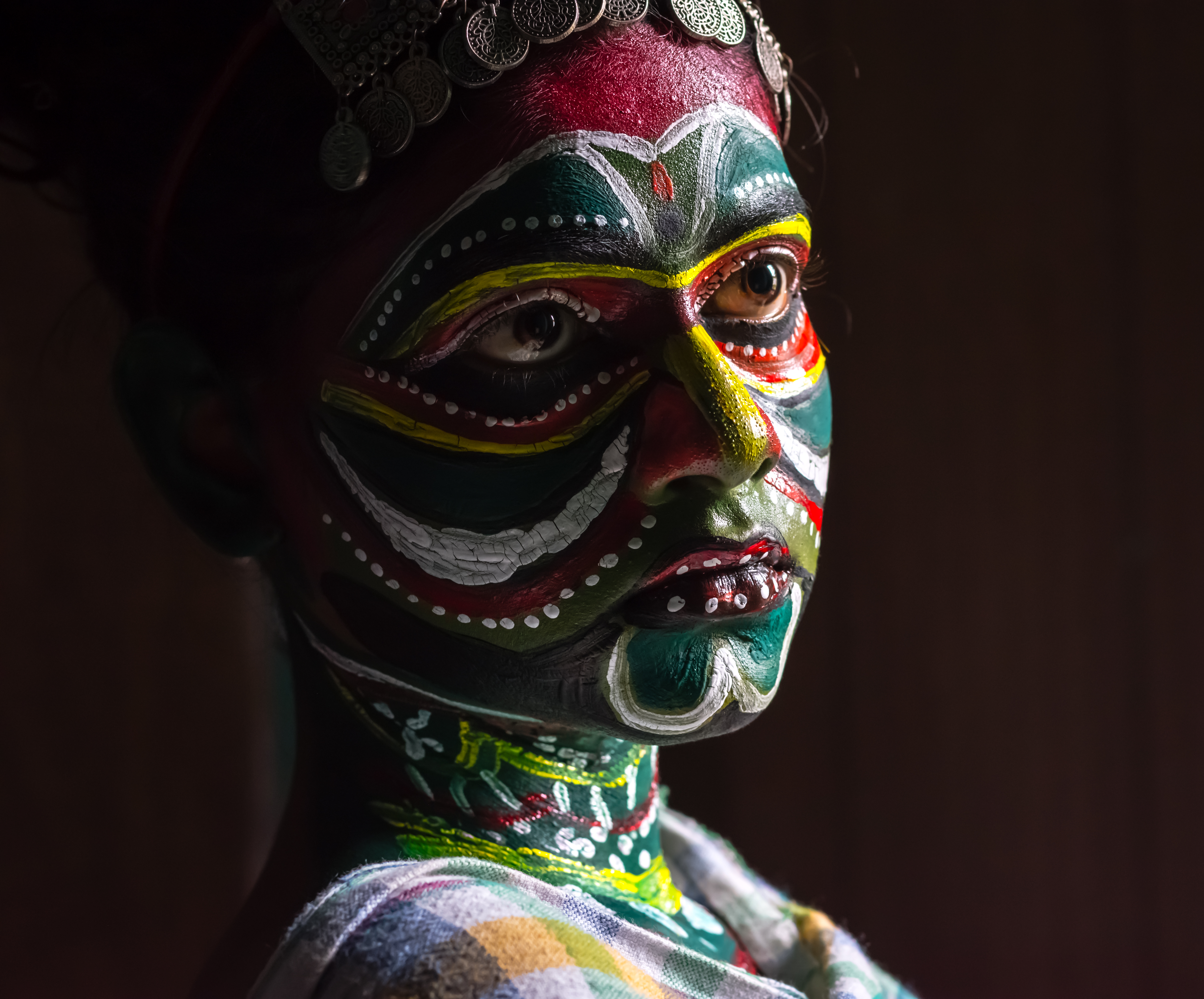
Deze straatartiest in Tamil Nadu speelt een rol in de Mahabharata, uitgevoerd in de toneelvorm therukoothu. Therukoothu gebruikt zang, dans, en felle contrasterende kleuren schmink en kleding. Mogelijk wordt deze vorm van toneel al sinds het begin van de christelijke jaartelling gebruikt om de bevolking van het zuiden van India in te lichten over de Vedische mythologie.

In de eerste eeuwen van het eerste millennium v.Chr. verspreidde de Arische cultuur zich vanuit het noordwesten over het noorden van India. De Veda's scheppen een beeld van constante conflicten met zowel de oorspronkelijke bevolking als andere Arische stammen. Geleidelijk verspreidden de Ariërs zich naar het oosten over de Gangesvlakte. Aan het einde van de Vedische periode (vanaf 500 v.Chr.) vond verdere verspreiding plaats naar het zuiden, Sri Lanka, en Zuidoost-Azië. Tegelijkertijd vond een geleidelijke groei van de stamgebieden plaats. Aanvankelijk heerste de leider over een klein gebiedje, dat toebehoorde aan de stam.
De Veda's bestaan uit religieuze hymnen over God(en), spirituele filosofie, het universum, de natuur, en de juiste levenswijze. Deze teksten zijn de bakermat geweest voor het hindoeïsme en de Indiase cultuur en taal. De Veda's en andere geschriften werden aanvankelijk mondeling doorgegeven in het Sanskriet en pas aan het einde van de Vedische periode op schrift gesteld, toen de taal onder de bevolking niet langer gesproken werd. Naast de Veda's zijn met name de twee grote epen, de Mahabharata en Ramayana van grote invloed. Terugkomende thema's zijn het ideaal van rechtvaardig koningschap, het nemen van beslissingen die in lijn met het dharma vallen, en de trouw van vrouwen aan hun echtgenoot.
De Late Vedische periode (rond 800-500 v.Chr.) zag de vorming van de eerste grotere rijken in het noorden van India. Daarmee verband houdend ontstonden (opnieuw) ook de eerste steden in het gebied. Wegens de constante oorlogen en conflicten waren deze steden van grote verdedigingsmuren en forten voorzien - ze boden daarin een sterk contrast ten opzichte van de steden van de Harappabeschaving. In de 5e of 4e eeuw v.Chr. deed ook het schrift opnieuw zijn intrede. De migratie naar het zuiden en oosten en de ontginning van de jungle van het oostelijke Gangesbekken waren in de 5e eeuw v.Chr. zo ver gevorderd dat zestien grotere rijken waren ontstaan, de zogenaamde "mahajanapada's". De macht in sommige rijken was in handen van een koning, terwijl andere als tribale oligarchie in stamverband (gana-sangha) werden bestuurd.

### Klassieke periode
De klassieke periode (ongeveer 500 v.Chr. - 500 n.Chr.) zag de opbloei van rationele wetenschap en filosofie. Het Sanskriet werd door het werk van taalkundigen als Panini gestandaardiseerd, waardoor de Vedische teksten konden worden opgeschreven en vastgelegd. Er kwamen echter ook reactionaire religieuze stromingen op, die haaks stonden op de magie van de Vedische offergodsdienst en de mystiek van latere Vedische teksten als de Upanishads. De rol van de brahmanen (priesters) werd door deze stromingen niet langer erkend en het kastenstelsel werd afgewezen. In plaats daarvan stond de zoektocht van het individu naar moksha (verlossing uit de cyclus van sterven en wedergeboorte) centraal. De twee belangrijkste vertegenwoordigers hiervan waren Gautama Boeddha, de stichter van het boeddhisme, en Mahavira, de stichter van het jainisme. Deze religies vonden een dankbaar gevolg onder de nieuwe stedelijke elite van handelaren en ambachtslieden. Ook de vorsten en stamleiders sponsorden kloosters en tempels, die fungeerden als centra van wetenschap en kennis. Tijdens het hoogtepunt (rond het begin van de christelijke jaartelling) konden de grootste boeddhistische kloosters duizenden monniken en nonnen herbergen.

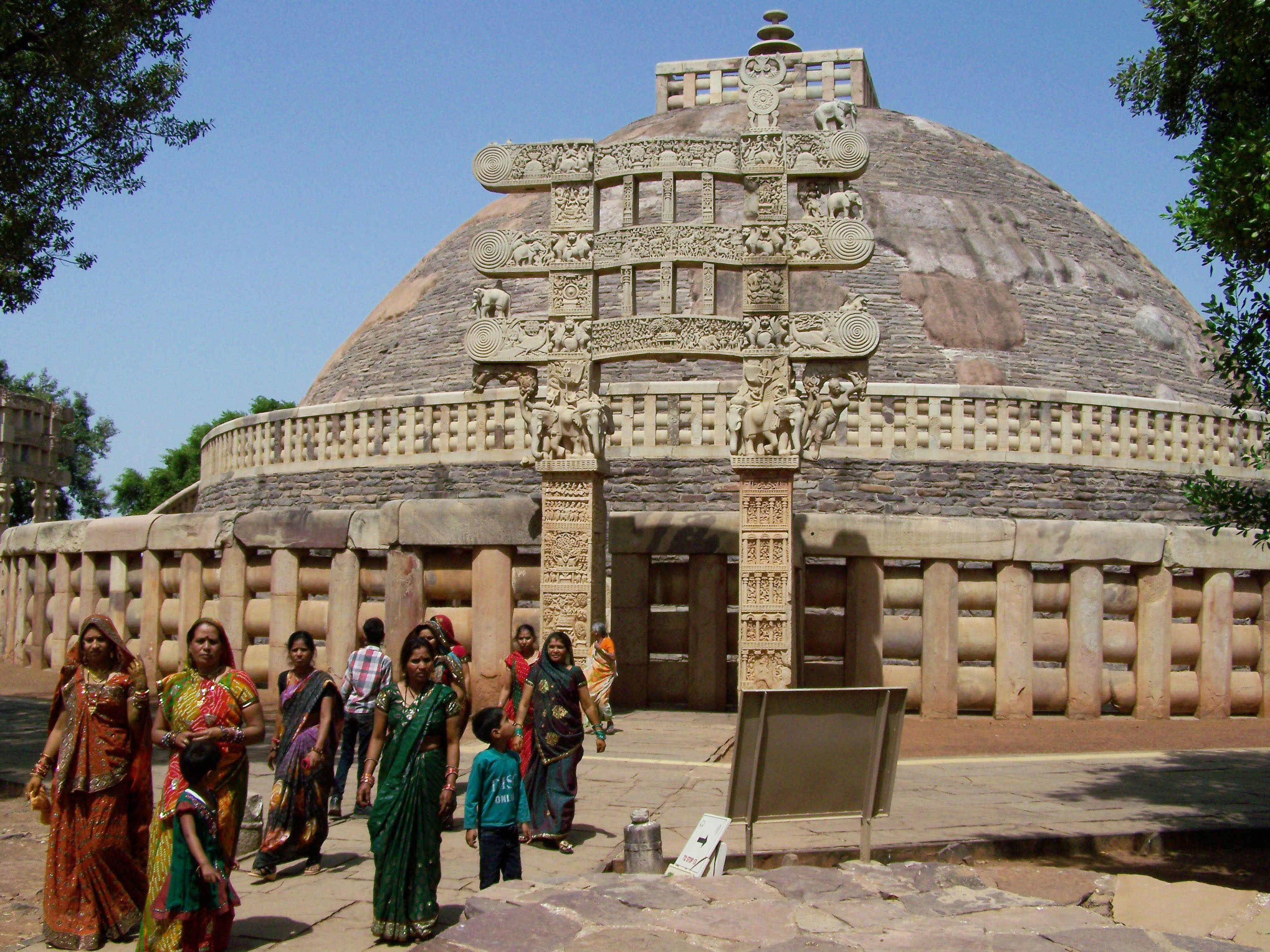
De grote stoepa van Sanchi in Madhya Pradesh is mogelijk het best bewaard gebleven boeddhistische monument uit de Klassieke Oudheid. Het heiligdom werd gesticht door keizer Asoka. De monumentale toegangspoorten tot de rondgang dateren waarschijnlijk uit de tijd van de Sungadynastie (2e-1e eeuw v.Chr.). De olifanten in het kapiteel van de zuilen zijn door de moderne Republiek India overgenomen als officieel embleem.

De oudste boedhhistische en jainistische geschriften zijn voor historici een belangrijke bron voor de politieke situatie in de tijd van de Boeddha en Mahavira. Ze beschrijven naast de bevolking ook in detail de personen en gebeurtenissen die tot de stichting van het eerste keizerrijk leidden. Een opeenvolging van agressieve, militaristische dynasties van Magadha - een koninkrijk in de centrale Gangesvlakte - onderwierp tussen 500-350 v.Chr. één voor één de andere rijken in het gebied. Ze beschikten over nieuwe technieken zoals bepantserde strijdwagens en katapulten en een gestaag groeiend leger. Rond 400 v.Chr. beheerste Magadha het grootste deel van de Gangesvlakte. De Nandadynastie zou volgens Griekse bronnen een staand leger van 200.000 voetsoldaten en duizenden ruiters en krijgsolifanten hebben onderhouden.
De eeuwen rond het begin van de christelijke jaartelling zagen "buitenlandse" invasies uit het westen. De nieuwelingen kwamen als veroveraars maar werden na hun komst geleidelijk geïntegreerd, een terugkerend thema in de Indische geschiedenis. Het Perzische Rijk strekte zich al aan het einde van de 6e eeuw v.Chr. tot in de Indusvallei. De Griekse invasie onder Alexander de Grote rond 327 v.Chr. stak de Indus over, maar zijn enorme rijk hield slechts een paar jaar stand. Het leidde echter tot een ongekende uitwisseling van technologie, cultuur en ideeën tussen oost en west. India nam realistische beeldende kunst over van de Indo-Griekse (hellenistische) kolonisten, die op hun beurt de Indische filosofie opnamen.
De Nanda's werden rond 322 v.Chr. afgezet door Chandragupta Maurya, die over grote delen van India regeerde. Zijn adviseur Chanakya is mogelijk de auteur van de Arthashastra, een invloedrijke tekst over economie, krijgs- en staatkunde. De Arthashastra beveelt een strak geregeld bestuur aan, waarin de vorst handel en productie strak bestuurt. Alle surplus in een dergelijk rijk valt aan de vorst, die het gebruikt om het leger en een groot aantal controleurs en spionnen te onderhouden. Mogelijk gold de tekst als blauwdruk voor Chandragupta en zijn opvolgers, want zij breidden het rijk uit tot vrijwel geheel India was onderworpen onder een sterk gecentraliseerd bestuur. Chandragupta's kleinzoon Asoka regeerde over een rijk dat vrijwel geheel India besloeg. Asoka kreeg echter wroeging van de ellende die zijn militaire campagnes onder de bevolking aanrichtten. Uniek was dat Asoka zich daarop tot het boeddhisme bekeerde, geweld afzwoer, en dit besluit aan zijn onderdanen meedeelde in edicten, die hij verspreid over zijn rijk in zuilen of rotsen liet uitbeitelen. Asoka speelde een belangrijke rol in de verspreiding van het boeddhisme. De godsdienst wortelde in Sri Lanka en Afghanistan maar verdween in latere eeuwen geleidelijk uit India zelf.
Niet lang na Asoka's dood in 232 v.Chr. viel het Mauryarijk uiteen. In de periode tussen de Maurya's (tot de 3e eeuw v.Chr.) en Gupta's (vanaf de 4e eeuw n.Chr.) was India politiek verdeeld over lokale dynasties en rijken. Vanuit het noordwesten vielen nieuwe groepen India binnen: in de 2e eeuw v.Chr. eerst Grieken vanuit Bactrië; daarna de Shaka's uit Centraal-Azië; en ten slotte in de 1e eeuw n.Chr. de Kushana. De laatsten vestigden een uitgestrekt rijk dat het noorden van India met Centraal-Azië verbond. Het Kushanarijk beheerste de lucratieve handel over de Zijderoute tussen het Romeinse Rijk, India en China. Onder de Kushana's bloeide deze handel op als nooit tevoren. De belangrijkste keizer, Kanishka, hielp het boeddhisme te verspreiden; andere keizers aanbaden hindoeïstische goden en sponsorden brahmanen.
Ondanks de politieke verdeeldheid bloeiden de handel en uitwisseling van ideeën tussen India en de rest van de wereld. De staatsvorming en urbanisatie die aan het einde van de Vedische periode het noorden van India kenmerkten vonden nu versneld plaats in het midden en zuiden. Griekse en Romeinse handelaren stichtten handelsposten langs de westkust van India, terwijl Zuid-Indiase handelaren hetzelfde deden langs de kusten van het Maleisisch schiereiland en Indochina in Zuidoost-Azië, waar ze de Indiase cultuur en religies verspreidden. Tijdens de eerste eeuwen van de christelijke jaartelling reisden Indische filosofen, brahmanen, asceten en boeddhistische monniken noordwaarts over de Zijderoute naar Centraal-Azië en China, en over zee naar Zuidoost-Azië.
Gandhara en Mathura waren belangrijke centra voor de beeldende kunst met hun eigen stijlen, die onder de Gupta's verder ontwikkelden. De eerste eeuwen n.Chr. zagen ook een bloei van de "klassieke" literatuur in het Sanskriet, met schrijvers als Asvaghosha, Bhasa en Kalidasa.
De ineenstorting van het Kushanarijk rond 250-300 n.Chr. maakte de weg vrij voor de opkomst van de Gupta's in de Gangesvlakte. Dit was de laatste inheemse dynastie die - tussen de 4e en 6e eeuw - een rijk dat heel India omvatte regeerde. Het was een periode waarin de kunst en handel verder opbloeiden. Chinese pelgrims die India in deze tijd bezochten schreven dat er grote welvaart heerste. De klassieke Indiase kunst bereikte zijn hoogtepunt en zette de standaard voor later eeuwen. Invallen van steppevolkeren uit Centraal-Azië leidden echter ca. 520 tot de instorting van het Guptarijk.

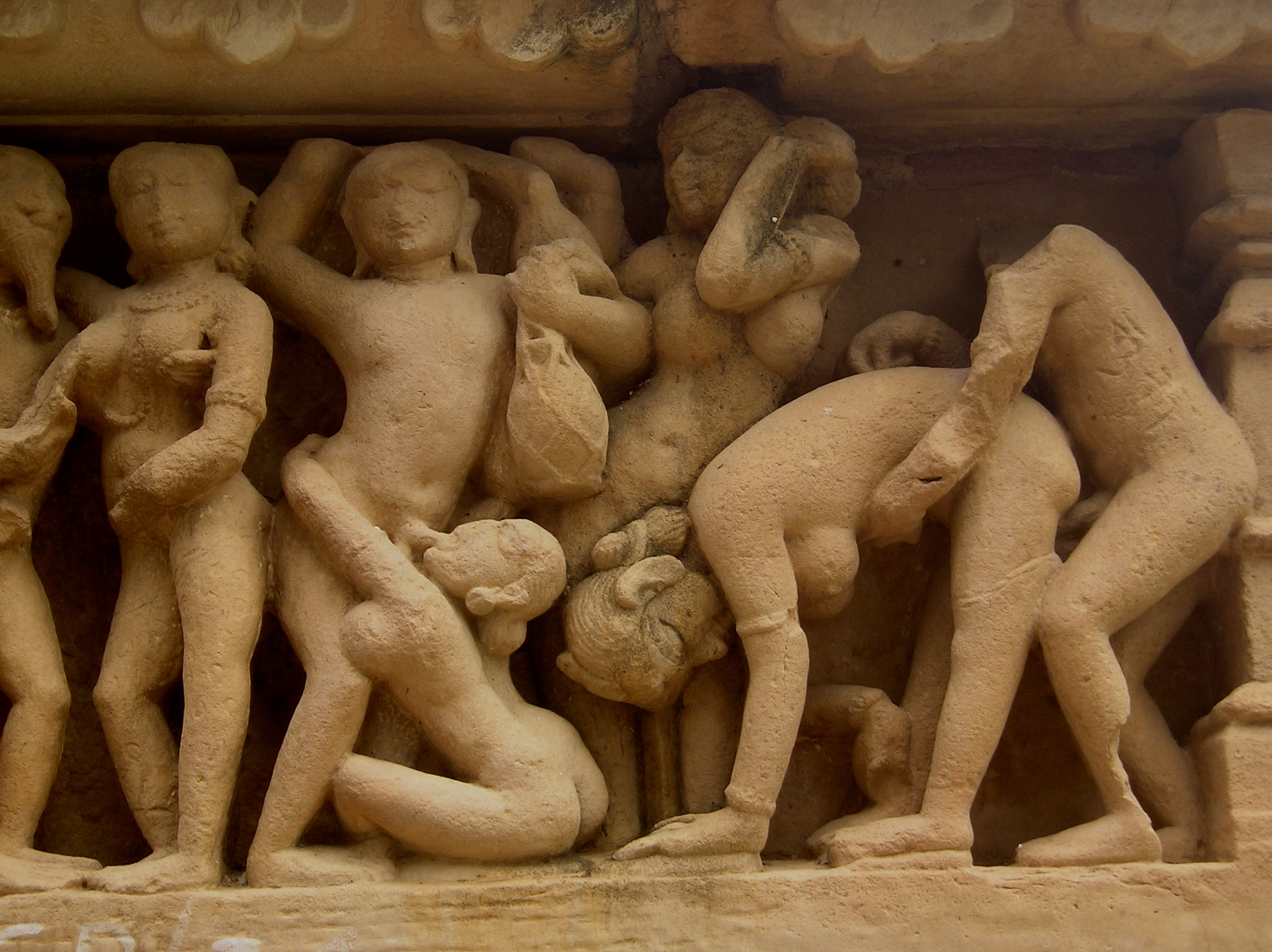
Erotisch reliëf op de muren van de Lakshmanatempel in Khajuraho (Madhya Pradesh). De tempels van Khajuraho werden tussen de 10e en 11e eeuw gebouwd door de Chandeladynastie, een van de machtigste Middeleeuwse Rajputdynastieën van het noorden van India. De Chandela's zijn vooral bekend wegens de erotische reliëfs van Khajuraho, die jaarlijks miljoenen bezoekers trekken.

De omvang van het rijk van Rajendra Chola I, vorst van de Zuid-Indiase Chola's, rond het jaar 1030. De Chola's waren een van de weinige Indiase dynastieën die hun invloed over andere delen van de wereld verspreidden. Rajendra's invloed reikte tot overzeese gebieden als Pegu (Myanmar) en Sumatra.

### Middeleeuwen
De Guptakeizer regeerde als "chakravartin" (draaier van het kosmische wiel), een belangrijke positie binnen de hindoeïstische kosmos. Deze positie werd bevestigd met door brahmaanse priesters uitgevoerde riten. Het Guptarijk had in tegenstelling tot het Mauryarijk geen sterk gecentraliseerd bestuur. Lokale heersers die werden overwonnen erkenden symbolisch de keizer als meerdere en werden daarna als vazal aangesteld over hun eigen gebied, dat ze met een hoge mate van autonomie bleven besturen. Dit patroon werd in de Middeleeuwen gekopieerd door de opvolgers van de Gupta's.
Tussen de 6e en 11e eeuw kwamen tientallen rijken en dynastieën op om weer ten onder te gaan. Geen van die rijken bereikte de omvang van het voormalige Guptarijk. In plaats daarvan waren ze gelegen rond regionale centra van macht in het zuiden (onder andere Pallava's, Chola's en Pandya's), noordwesten (onder andere Pratihara's, Paramara's en Chandela's), oosten (onder andere Pala's en Sena's) en in de Dekan (Chalukya's, Rashtrakuta's en Hoysala's). Net als de Gupta's regeerden deze dynastieën vanuit een kerngebied. Capabele militaire vorsten waren in staat meer gebieden buiten dit kerngebied te onderwerpen, maar dergelijke gebiedsuitbreiding is vaak lastig te reconstrueren wegens de schaarste van goede bronnen. Meestal hield de gebiedsuitbreiding bovendien geen stand na het overlijden van de vorst.
In de kerngebieden van de Middeleeuwse rijken ontstonden regionale centra voor kunst en cultuur, wat op zijn beurt de opkomst van regionale talen stimuleerde. Tegelijkertijd verschoof het zwaartepunt van de samenleving terug van de steden naar het platteland. Hiermee samenhangend vond de geboorte en opkomst van het "moderne" hindoeïsme plaats, een proces dat al onder de Gupta's was begonnen. In tegenstelling tot de Vedische offerdienst is in het "moderne" hindoeïsme bij de verering geen tussenkomst van een priester noodzakelijk, maar staat de persoonlijke band tussen de gelovige en godheid naar keuze centraal. Deze beweging wordt bhakti genoemd en verspreidde zich vanaf de 2e eeuw geleidelijk vanuit het zuiden over India. De priesterkaste bleef desondanks een sociale rol van betekenis spelen dankzij patronage en landgiften door de vorsten.
De persoonlijke aard van bhakti trok de bevolking sterker dan de ingewikkelde mystieke ideeën van het jainisme of de rationele filosofie van het boeddhisme. Geleidelijk vond een teruggang van deze religies plaats. Er waren echter uitzonderingen: de Pala's van Bengalen waren een dynastie die het boeddhisme aanhingen en het naar Tibet hielpen verspreiden. Aan het einde van de Middeleeuwen was het boeddhisme echter vrijwel geheel uit India verdwenen. Het jainisme bleef een kleine minderheidsreligie.
De islam werd geïntroduceerd door Arabische handelaren langs de westkust en een militaire expeditie van de Arabische veroveraar Muhammad bin Qasim naar Sind in 711. Arabische potentaten regeerden daarna bijna vijf eeuwen een deel van de Indusvlakte (in het huidige Pakistan) voordat er uit het westen grotere delen van India werden veroverd. Een serieuzere bedreiging ontstond pas in de 11e eeuw, toen Mahmud van Ghazni vanuit Afghanistan plundertochten in India organiseerde. Aan het begin van de 13e eeuw werd geheel Noord-India door de sultans van Delhi onderworpen. Tegen de oorspronkelijk uit Centraal-Azië afkomstige Turkse of Perzische bevelhebbers en hun snelle, goed bewapende ruiters en boogschutters kon opvallend weinig weerstand worden geboden.
Onder het Sultanaat van Delhi zag het noorden van India in de 13e en 14e eeuw opnieuw een periode van culturele en economische bloei. Omliggende delen van India konden als doelwit van verdere plundertochten dienen. Het vooruitzicht van een rijke buit zorgde voor een grote toestroom van huurlingen uit de islamitische wereld. De sultans verdedigden Noord-India met succes tegen de Mongolen en plunderden het oosten en zuiden van India. Sultan Alauddin Khalji (regeerde 1297-1316) veroverde gebieden tot diep in het zuiden, maar het veroverde gebied in de Dekan raakte na Khalji's dood onafhankelijk (Bahmanidenrijk) en werd in de 15e eeuw verdeeld in de zogenaamde Dekansultanaten. Hoewel de vorst zich in het grootste deel van India niet langer radja maar sultan noemde, veranderde voor de bevolking weinig. De nieuwe heersers deden pogingen de islam onder hun hindoeïstische onderdanen te verspreiden, maar de bevolking bleek te talrijk voor massale bekering. Na verloop van tijd groeide er een zekere modus vivendi tussen moslims en hindoes. Slechts in enkele gebieden bekeerde een meerderheid van de bevolking zich tot de islam.

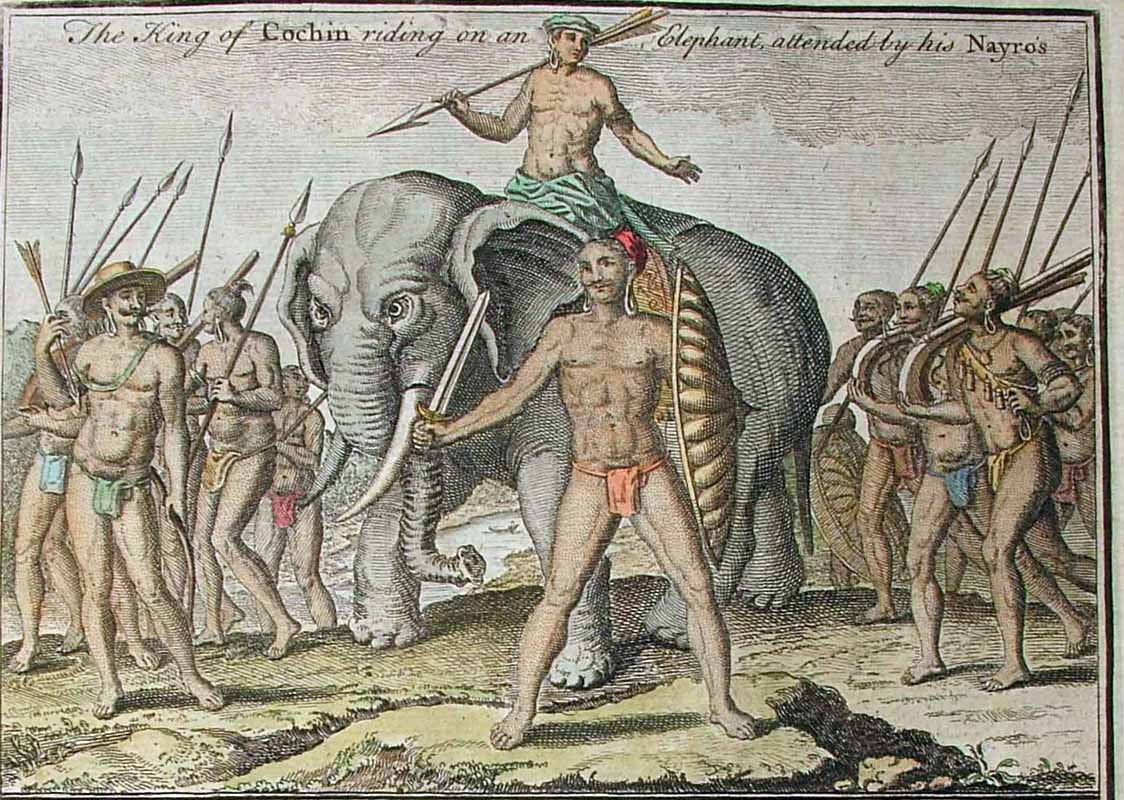
Gravure uit een verslag van de Nederlandse spion en ontdekkingsreiziger Jan Huyghen van Linschoten, waarop "de koning van Cochin" op zijn krijgsolifant wordt omringd door zijn nayars (krijgers). Europese handelaren vestigden in de 16e eeuw langs de kust van India handelsposten en forten, waarvoor ze de goedkeuring van inheemse vorsten zochten.

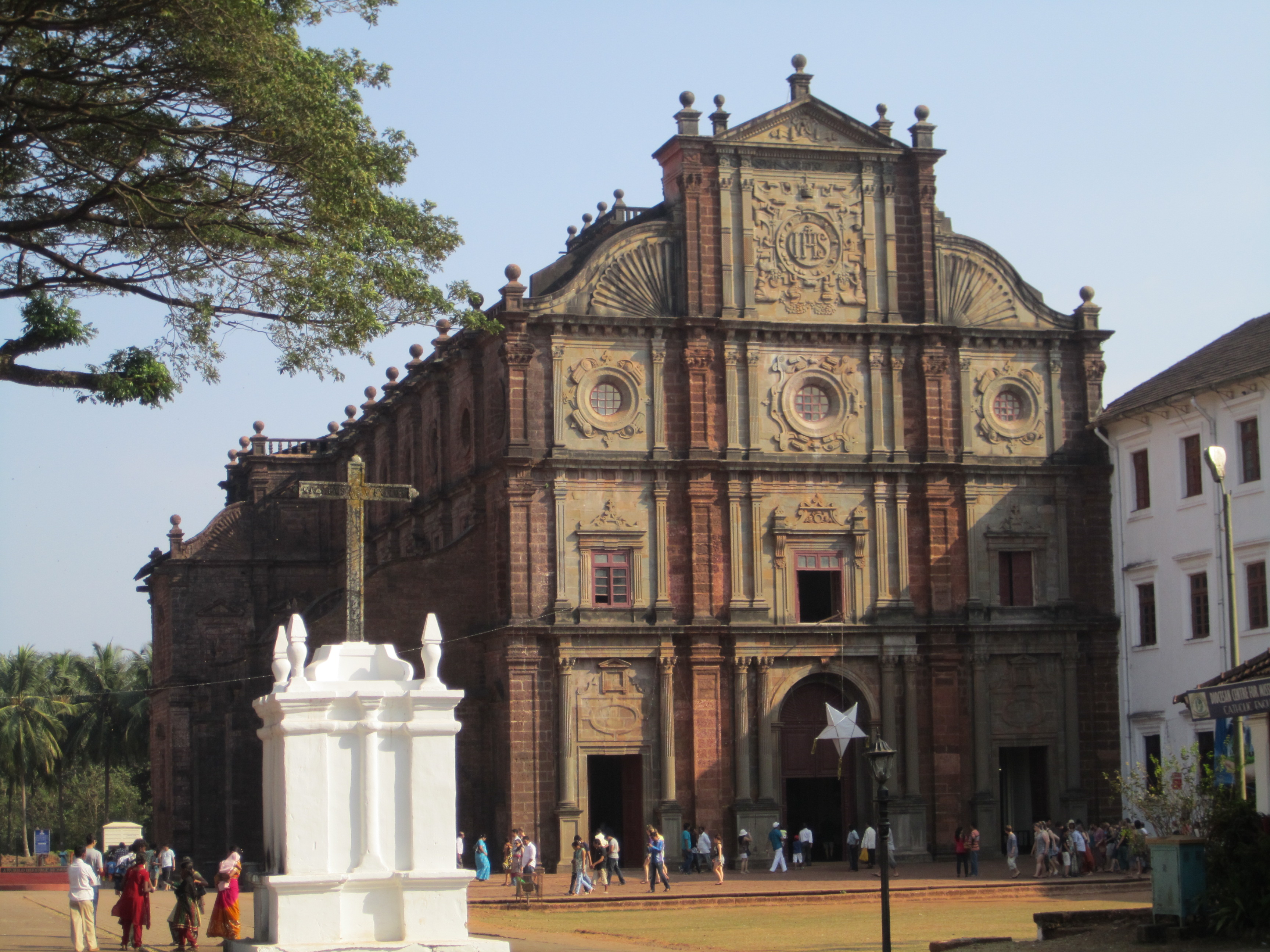
De Basiliek van Bom Jesus in Oud Goa. De zendeling en katholieke heilige Francisco Xavier ligt in de basiliek begraven. Hij ondernam vanuit Goa expedities naar Malakka, China en Japan. Nadat de stad Goa in 1510 door de Portugezen op de sultan van Bijapur werd veroverd groeide ze uit tot het "Parijs van het oosten". Het succes was kort van duur: epidemieën dunden de bevolking uit en het Portugese handelsmonopolie werd in de 17e eeuw door Nederlanders en Engelsen overgenomen.

### Vroegmoderne periode
Aan de hegemonie van Delhi kwam een abrupt einde toen de Mongoolse krijgsheer Timoer Lenk in 1398 Delhi plunderde. Het sultanaat bleef daarna een regionale macht van belang maar kon geen aanspraak meer maken op de Dekan of het zuiden van India.
Langs de westkust van India lagen diverse kleinere staten en staatjes die dankzij de handel met Europa tot grote welvaart konden komen. In dit gebied waren al sinds de Romeinse tijd christelijke groepen aanwezig (zogenaamd Thomaschristenen). Daarnaast hadden zich er Arabische handelaren gevestigd, aangetrokken door de goedkope exotische grondstoffen en ambachtsproducten in India. Ook werden vanaf de Middeleeuwen door de Arabische handelaren Afrikaanse slaven geïmporteerd, voornamelijk uit Ethiopië (siddi's).
Terwijl de sultanaten van de Dekan uitgroeiden tot regionale centra van politieke macht, kunst en cultuur, ontstond in de 14e eeuw verder naar het zuiden Vijayanagara, een door brahmaanse vorsten bestuurd rijk. Vijayanagara wist zich tot de 17e eeuw tegenover de sultanaten van de Dekan staande te houden, onder andere door een leger van meestal Centraal-Aziatische, islamitische huurlingen in dienst te nemen. De komst van buskruit en kanonnen veranderde de oorlogsvoering.
In 1498 landde de Portugese ontdekkingsreiziger Vasco da Gama in India. De Portugezen doorbraken het Arabische monopolie op de handel met Europa. Ze vestigden tijdens de 16e en 17e eeuw diverse handelsposten langs de kust. De hoofdstad van Portugees-Indië, Goa, groeide uit tot een belangrijke metropool en centrum voor zowel de handel met Europa als de katholieke missie. De kustvestigingen Goa, Diu en Daman bleven tot in 1961 in Portugese handen. Maar de Portugezen werden in de 17e eeuw gevolgd door andere Europeanen, met name Engelsen, Fransen en Nederlanders, die georganiseerd waren in handelscompagnieën. De rijkdom van India trok veel Europese huurlingen en avonturiers die hun diensten aan de lokale heersers aanboden en zo hun fortuin hoopten te maken.

### Mogolrijk

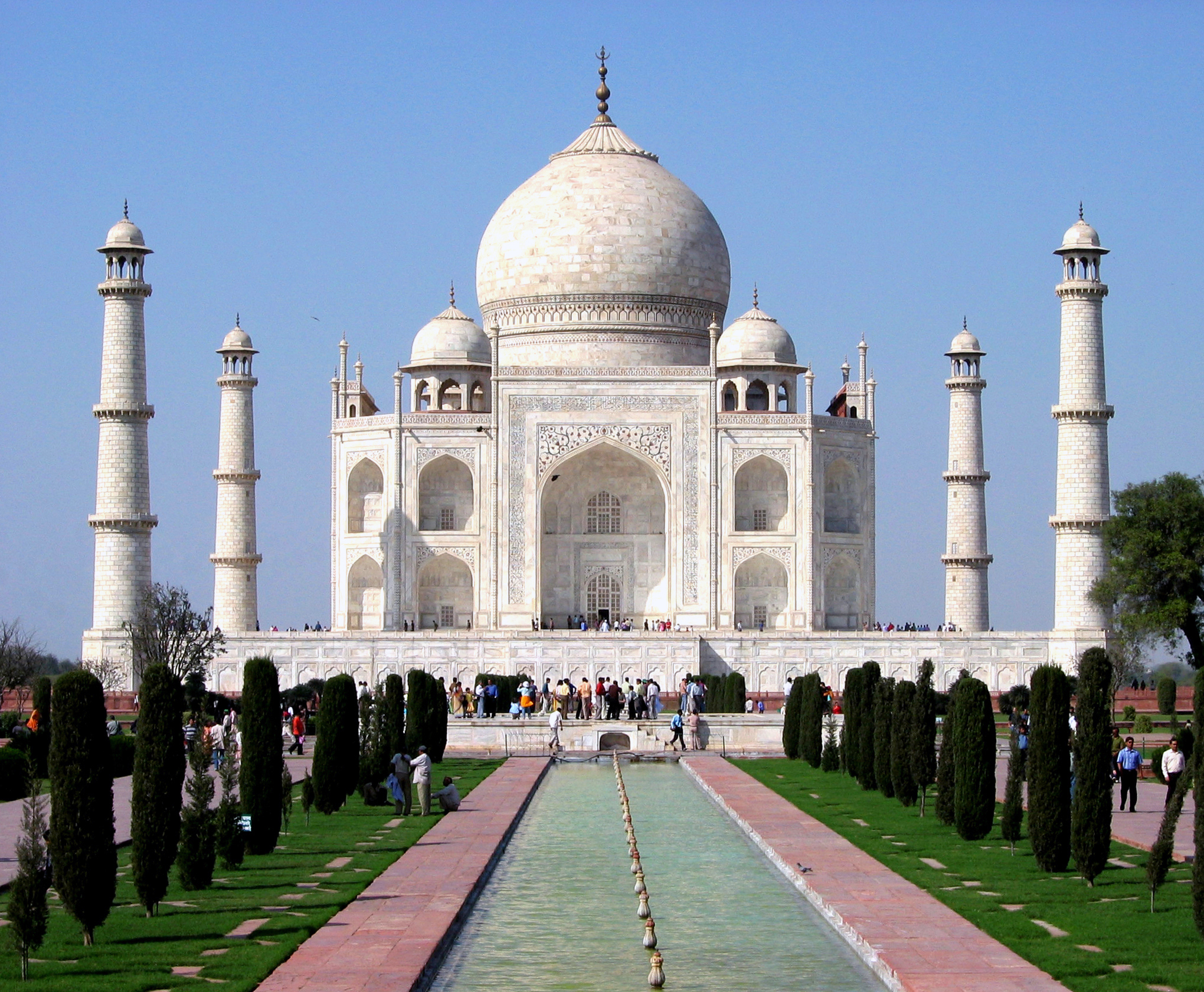
De Taj Mahal, het mausoleum dat keizer Shah Jahan liet bouwen voor zijn vrouw Mumtaz Mahal. De Taj Mahal werd voltooid in 1628. Het is een hoogtepunt in de Mogol-architectuur en een van de bekendste toeristische trekpleisters van India.

In 1526 viel de Centraal-Aziatische veroveraar Babur het noorden van India binnen. Dankzij gebruik van kanonnen en snelle cavalerie kon hij met gemak de veel grotere legers van de laatste sultan van Delhi en diens Afghaanse en Rajputvazallen verslaan. Dit leidde tot de stichting van het Mogolrijk dat in de 16e en 17e eeuw het grootste deel van India besloeg. De Afghaanse elite legde zich niet direct neer bij het gezag van de nieuwkomers: de Mogols werden tussen 1540 en 1555 verdreven door Sher Shah Suri, die het leger en de infrastructuur hervormde. Hier profiteerden de Mogols later van. Baburs opvolger Hanuman heroverde India na een ballingschap in Perzië. Hij bracht Perzische kunstenaars en architecten mee. In India raakte de Perzische stijl versmolten met lokale kunstvormen, waardoor de unieke Mogolstijl ontstond.
Het was Baburs kleinzoon Akbar (1556-1605) die het echte fundament legde voor twee eeuwen van Mogolheerschappij. Akbar was de Indiase tegenhanger van Europese absolute monarchen van de tijd zoals Louis XIV in Frankrijk of de Duitse keizer Karel V. Hij hervormde de belasting en voerde een effectief bestuurssysteem in. Hij was ook een vaardig militair leider die het rijk aanzienlijk uitbreidde, en hij wist door diplomatieke huwelijken de Rajputs voor zich te winnen en de laatste tegenstand onder de Afghanen te overkomen. Aanvankelijk voerde Akbar, net als zijn voorgangers, noodgedwongen een tolerante religieuze politiek om de hindoeïstische meerderheid van de bevolking niet te vervreemden. Dit groeide echter uit tot oprechte belangstelling voor de uiteenlopende religies van zijn onderdanen. De keizer nodigde representanten van alle religies uit aan zijn hof maar besloot uiteindelijk dat geen enkele religie voldeed, zodat hij een eigen religie stichtte, die slechts bestemd was voor hemzelf en zijn belangrijkste hovelingen.
Het efficiënte bestuur en de tolerante religieuze politiek brachten politieke stabiliteit en welvaart. Onder Akbars opvolgers Jahangir (1605-1627) en Shah Jahan (1628-1658) kwamen de nijverheid, handel en kunst tot grote bloei. De Taj Mahal, de graftombe die Shah Jahan voor zijn vrouw liet bouwen, wordt algemeen als hoogtepunt van de Mogolarchitectuur gezien. Andere kunsten die onder de Mogols opbloeiden waren de miniatuurschilderkunst, tuinarchitectuur, en de Perzische literatuur.

### Koloniale periode: de Britse Raj
Portugal was het eerste Europese land dat om Kaap de Goede Hoop zeilde en India bereikte. Zij vestigden daar de kolonie Goa. Vanaf de 17e eeuw begon Engeland de situatie in India te beïnvloeden. In 1676 vestigden ook de Fransen zich aan de oostkust van India bij Pondicherry, ten zuiden van Madras. In 1857 brak een rebellie uit, die door de Britten op bloedige wijze werd neergeslagen. Van 1858 tot 1947 werd India geregeerd als een onderdeel van het Britse Rijk. In die periode vonden tal van opstanden en aanslagen tegen de koloniale overheersing plaats, met in totaal miljoenen doden.

### Onafhankelijkheid
Een voornamelijk geweldloze opstand onder Mohandas Karamchand (Mahatma) Gandhi en Jawaharlal Nehru vormde een onderdeel van de weg naar onafhankelijkheid. Het Indiase subcontinent werd door de Britten verdeeld in de seculiere staat India en de kleinere moslimstaat Pakistan.
India en Pakistan hebben sindsdien nog meerdere grensconflicten gehad. India greep ook in bij de burgeroorlog tussen West- en Oost-Pakistan in 1971, waarna het laatste gebied zichzelf afscheidde als het land Bangladesh. Tot op heden staan de verhoudingen tussen Pakistan en India op scherp en zijn de twee landen verwikkeld in een wapenwedloop.

### Nationale Feestdag
Als nationale feestdag van India geldt de Dag van de Republiek (Engels: Republic Day). Op deze datum wordt gevierd dat in 1950 de grondwet van India in werking trad, na het verkrijgen van onafhankelijkheid van de Britse overheersing, 26 januari 1950 was de dag waarop de Government of India Act werd afgeschaft. Op deze dag werd India een democratische federale republiek.

## Bevolking

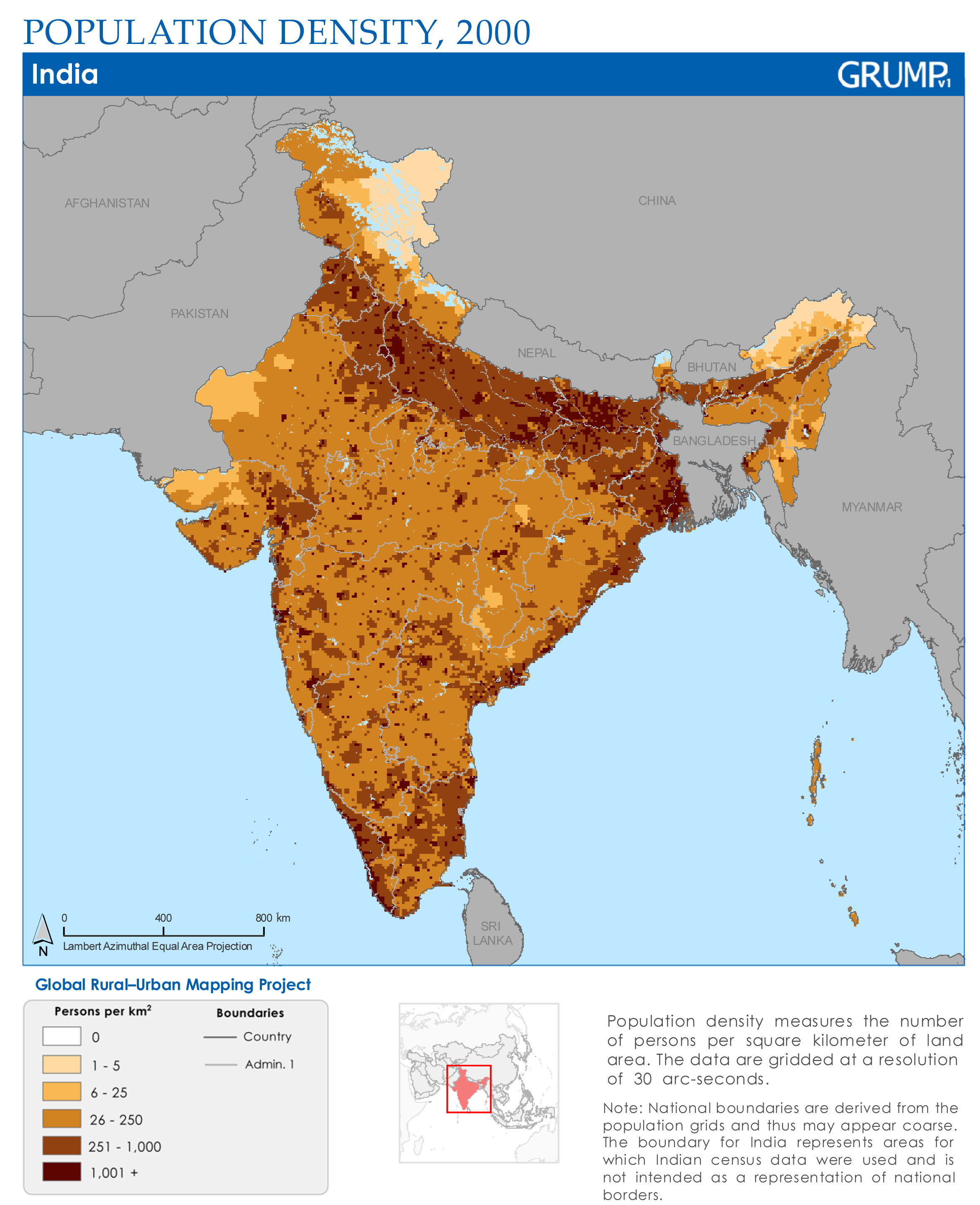
Kaart met de bevolkingsdichtheid in India (2000)

In het begin van de 20e eeuw telde India 240 miljoen inwoners; dat aantal is nu vervijfvoudigd. Volgens de laatste volkstelling telde India 1.210.193.422 (2011) inwoners en volgens niet-officiële schattingen telt het land anno 2019 zo'n 1.352.642.280 inwoners.
Op 11 mei 2000 overschreed India officieel de miljard inwoners. Vanaf 1920 – het jaar dat India een bevolking van 250 miljoen had – duurde het 47 jaar voordat de bevolking verdubbelde. De verdubbelingstermijn van 500 miljoen naar 1 miljard inwoners duurde 33 jaar, van 1967 tot 2000. De bevolkingsgroei is de laatste decennia slechts licht afgenomen en bedroeg in 2020 zo'n 1,1% per jaar, wat overeenkomt met een absolute bevolkingsgroei van 18 miljoen mensen (vergelijkbaar met het inwonersaantal van Nederland). India is daarmee het land met de grootste absolute bevolkingstoename ter wereld. De relatieve groei ligt echter iets boven het wereldgemiddelde. In april 2023 bereikte de bevolking in India het niveau van 1426 miljoen mensen, daarmee heeft het de Volksrepubliek China ingehaald als het meest bevolkte land ter wereld. De Verenigde Naties verwacht in het jaar 2050 dat er 1670 miljoen Indiërs zullen zijn.
Toenemende modernisering, onderwijs, welvaart en verstedelijking zorgen ervoor dat het geboortecijfer aan het dalen is. De bevolkingsgroei wordt echter verklaard door de toegenomen levensverwachting in de afgelopen decennia. Dit komt onder meer door een verbetering van de zorg. In 2017 werd het sterftecijfer geschat op 6,2 per 1000, terwijl het geboortecijfer ruim drie keer zo hoog bleef (20,2 per 1000 inwoners). Het vruchtbaarheidscijfer daalde van 5,2 kinderen per vrouw (in 1971) naar 3,6 (in 1991) en naar circa 2,2 kinderen per vrouw in 2017. Op 24 november 2021 verklaarde de Indiase regering dat de vruchtbaarheidsgraad was gedaald tot het vervangingsniveau van 2 kinderen per vrouw.
| Bevolking | 238.396 | 251.321 | 278.977 | 318.661 | 361.088 | 438.937 | 548.160 | 683.329 | 838.584 | 1.028.737 | 1.210.727 |

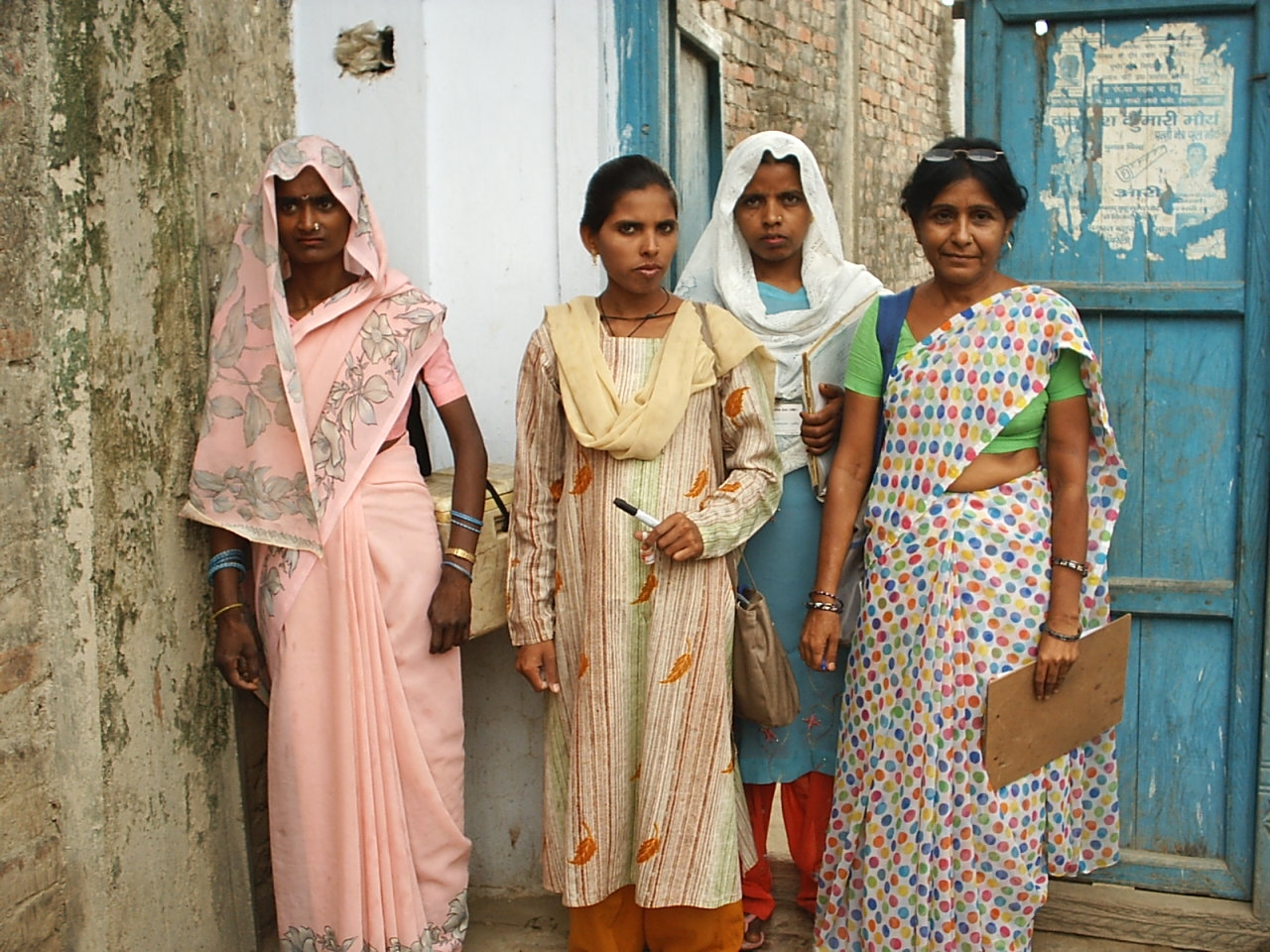
Vrouwelijke hulpverleners in India

De bevolkingsdichtheid is ongeveer 400 inwoners per vierkante kilometer (vergelijkbaar met Nederland: 411 per km²). Desalniettemin is de bevolking zeer ongelijkmatig verdeeld. De bevolking is vooral geconcentreerd in vruchtbare gebieden, bijvoorbeeld in de deelstaten Uttar Pradesh (200 miljoen), Maharashtra (112 miljoen), Bihar (104 miljoen) en West-Bengalen (91 miljoen). De deelstaten in de bergachtige regio's in het noordoosten bij het Himalayagebergte en de drogere regio's in de Tharwoestijn hebben een lagere bevolkingsdichtheid. Bihar heeft gemiddeld 1106 mensen per km², terwijl dit in Arunachal Pradesh slechts 17 personen per km² bedraagt. Van alle deelstaten had Sikkim de kleinste bevolking: in 2011 werden slechts 610.577 inwoners geteld, vergelijkbaar met Luxemburg. De unieterritoria Laccadiven, Dadra en Nagar Haveli en Daman en Diu en Andamanen en Nicobaren hebben een nog kleinere bevolking dan deelstaat Sikkim.
De urbanisatiegraad in India is laag. In de volkstelling van 2011 woonde ruim 72% van de bevolking op het platteland, oftewel 833.087.662 personen, verspreid over 638.588 dorpen (2012/2013). Desalniettemin telt India 53 agglomeraties met minimaal 1 miljoen inwoners, waarvan Mumbai, Delhi, Kolkata, Chennai, Bangalore, Hyderabad en Ahmedabad de grootste zijn.

### Bevolkingsgroepen
India kent een groot aantal etnische groepen. Grofweg wordt Noord- en Centraal-India gedomineerd door de lichter gekleurde Indo-Ariërs (±75%) en Zuid-India door de donkerkleurige Dravidiërs (±20%). Deze twee hoofdgroepen onderscheiden zich ook op taalkundig gebied. Daarnaast zijn er ook kleine groepen die zich niet laten indelen bij deze twee hoofdgroepen, voornamelijk Austroaziatische, Sino-Tibetaanse en Tai-volkeren (±5%).
Religie en het kastensysteem spelen ook een belangrijke rol ter onderscheiding en bepalen vaak iemands positie in de maatschappij.
De deelstaten van India zijn voor een aanzienlijk deel op taalkundige en etnische gronden samengesteld en de grotere etnische groepen hebben daarom allemaal hun eigen deelstaat.

### Religie

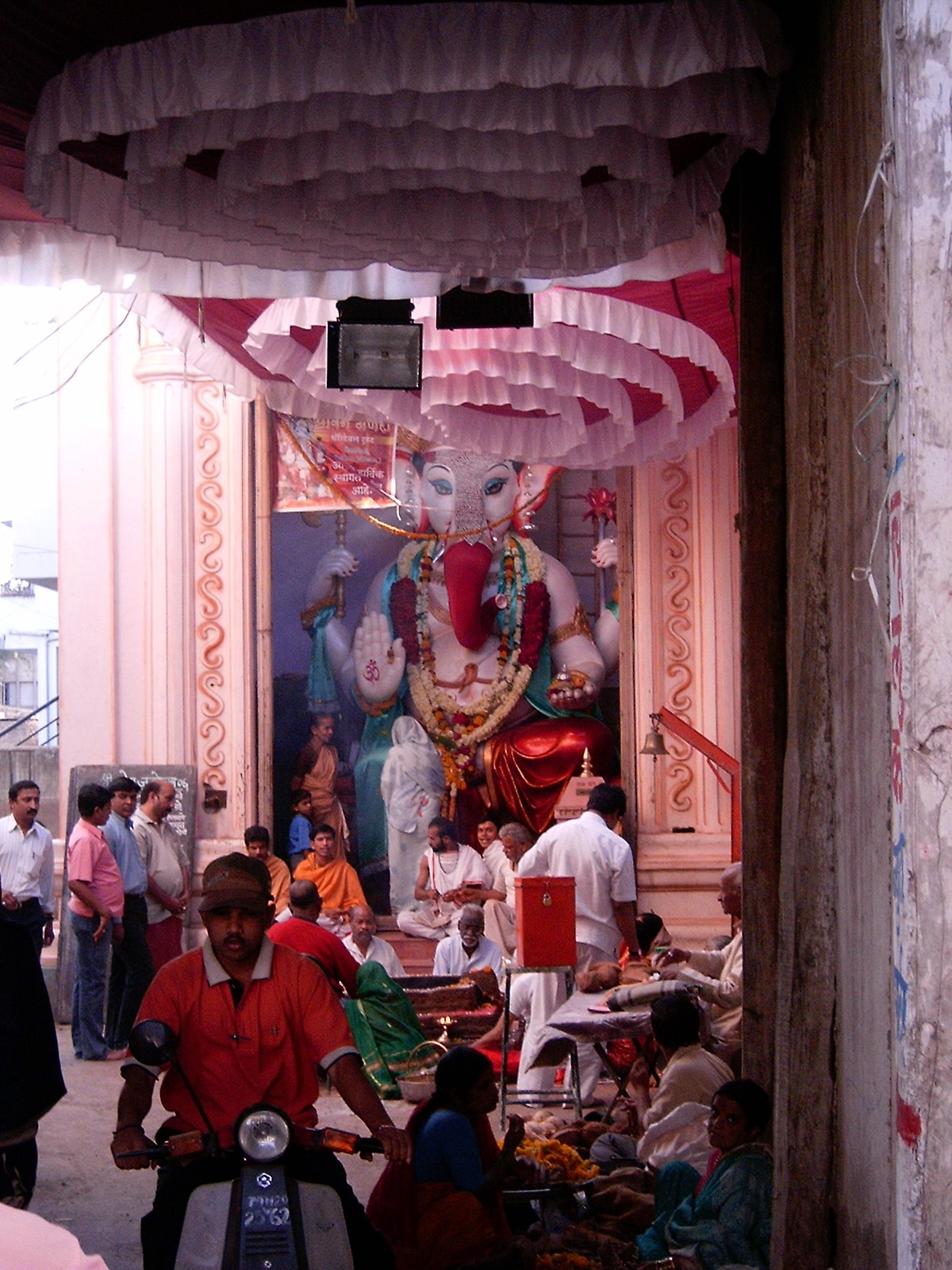
Ganesh in Aurangabad

India is de bakermat van verschillende religies, waaronder het hindoeïsme, boeddhisme en het sikhisme. Ook de islam heeft een belangrijke invloed op de Indiase geschiedenis en India hoort, samen met Indonesië en Pakistan tot de top drie van landen met het grootste aantal moslims. India kent geen staatsgodsdienst en is officieel een seculier land.
Het christendom deed reeds vrij spoedig na zijn ontstaan zijn intrede in India. De eerste Portugese ontdekkingsreizigers die in de 15e eeuw India aandeden, troffen hier tot hun verbazing geloofsgenoten aan. De Katholieke Kerk in India telt 160 bisdommen, waarvan 128 Latijnse, 6 Syro-Malankaarse en 26 Syro-Malabaarse.
Onder de overige religies vallen onder andere aanhangers van het zoroastrisme, het bahá'í-geloof en het jodendom. Er wordt geschat dat er nog ongeveer vijfduizend joden in India wonen, de meeste in en rond Mumbai. Belangrijke joodse gemeenschappen in India zijn de Cochin-joden, Beni Israël en Bnei Menasje.
Aantal aanhangers van de religies volgens de laatste census van 2001:
| Religie          | Aantal        | %    | Top 3 staten                            |
| ---------------- | ------------- | ---- | --------------------------------------- |
| Hindoeïsme       | 1.066.175.249 | 79,8 | Himachal Pradesh, Chhattisgarh, Odisha  |
| Islam            | 172.245.158   | 14,2 | Laccadiven, Jammu en Kasjmir, Assam     |
| Christendom      | 24.080.016    | 2,3  | Nagaland, Mizoram, Meghalaya            |
| Sikhisme         | 19.215.730    | 1,9  | Punjab, Chandigarh, Haryana             |
| Boeddhisme       | 7.955.207     | 0,8  | Sikkim, Arunachal Pradesh, Mizoram      |
| Jaïnisme         | 4.225.053     | 0,4  | Maharashtra, Delhi, Rajasthan           |
| Overige religies | 6.639.626     | 0,6  | Arunachal Pradesh, Jharkhand, Meghalaya |

Verspreiding van de religies volgens de volkstellingen van 2001 en 2011
Verspreiding van het hindoeïsme
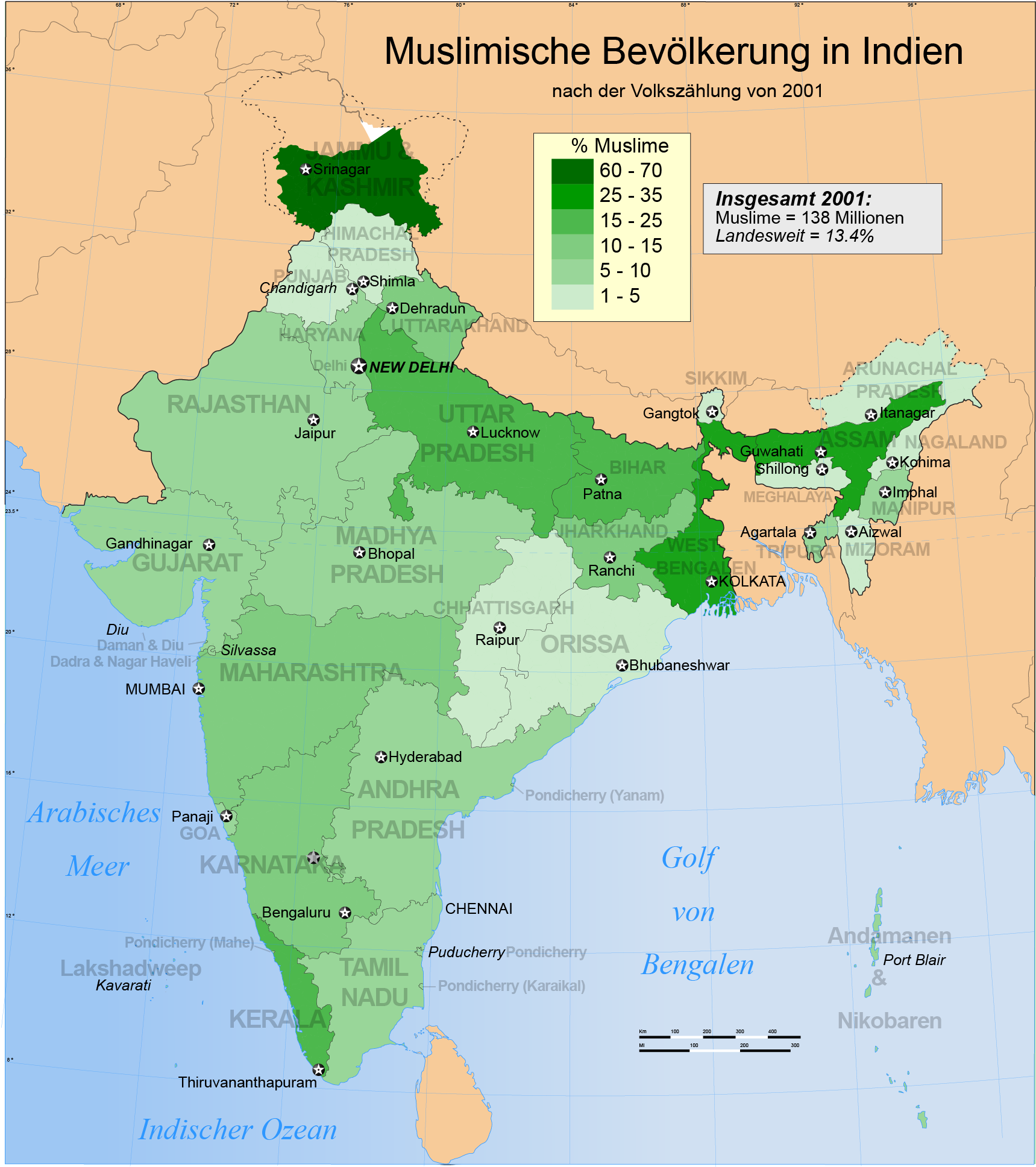
Verspreiding van de islam
Verspreiding van het christendom
De grootste religies per district in 2011

### Talen

Dominante talen in India

In India worden lokaal veel verschillende talen gesproken. De overwegend omvangrijkste taalgroepen zijn de Indo-Arische talen in Noord- en Centraal-India en de Dravidische talen in Zuid-India.
De belangrijkste autochtone taal is het Hindi, dat evenals het oude Sanskriet geschreven wordt in het Devanagari-schrift. Deze taal is in allerlei varianten de moedertaal van ongeveer 40% van de Indiase bevolking. Het Hindi is tevens de primaire officiële taal die door de federale overheid wordt gebruikt. Het Engels, waarvan de Indiase variant gebaseerd is op het Oxford-Engels, is een geassocieerde extra officiële taal. Deze taal speelt niet alleen in de academische en zakelijke contacten in heel India een grote rol, maar wordt door de federale overheid ook gebruikt in zuidelijke deelstaten, waar het Hindi niet de officiële taal is en ook niet als zodanig geaccepteerd wordt.
Daarnaast erkent de grondwet nog 21 andere officiële talen, die op deelstaatniveau een belangrijke rol kunnen spelen. Los daarvan hebben de staten en territoria zelf ook officiële talen ingesteld. Tot slot zijn er nog 392 (2005) andere levende talen.

## Cultuur

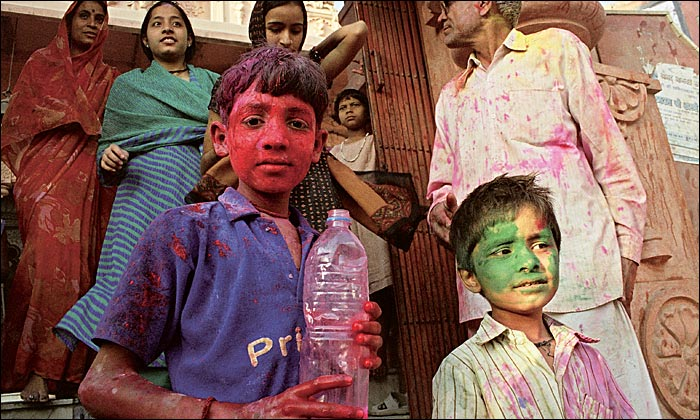
Viering van het Holifeest

De Indiase cultuur is een smeltkroes als gevolg van verscheidene immigratiegolven, die voornamelijk het noorden van het land beïnvloed hebben.

### Samenleving
India is een van de grootste en meestbevolkte landen ter wereld en een uiteenlopende samenleving vol tegenstellingen. Het Indische subcontinent strekt zich uit over verschillende klimaatzones, er zijn tal van culturen en volksgroepen, het kastenstelsel speelt een grote rol, er zijn grote verschillen tussen arm en rijk, tussen ouderwets en modern en tussen de stedelijke agglomeraties en het platteland. Al deze tegenstellingen hebben ook een grote invloed op de Indiase kleding. Het land kent ook vele traditionele kostuums, zoals de sari, salwar kameez, dhoti, de kurta en de ghagra choli.
India kent vele festivals. De meeste hiervan komen uit het hindoeïsme, zoals het Holi-Phagwa, Diwali, Vijayadasami, Sankranthi en Pongal.

### Muziek en dans

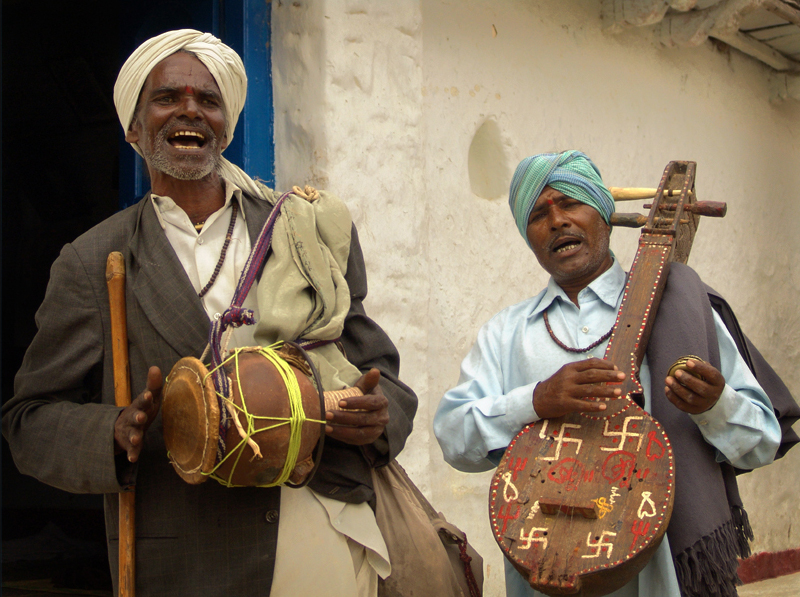
Indiase dorpsmuzikanten

De twee belangrijkste tradities op het gebied van klassieke muziek zijn de Carnatische muziek uit Zuid-India en de Hindoestaanse muziek uit Noord-India. De Hindoestaanse muziek heeft veel mosliminvloeden ondergaan. Beide muzieksystemen zijn gebaseerd op Vedische principes. Een aantal muziekinstrumenten uit India, zoals de sitar en de tabla, zijn wereldwijd bekend. Niet-traditionele muziek, waaronder vooral de muziek uit de Bollywoodfilms, is echter het populairst. Er bestaan veel traditionele dansvormen in India, onder andere de Bharata Natyam, Odissi, Kuchipudi, Kathak en Kathakali. De meeste dansen vertellen een verhaal. Bhangra komt uit Punjab.

### Filmindustrie
Ondanks het feit dat een groot deel van de bevolking arm is, beschikt het land dankzij het beroemde Bollywood over de grootste filmindustrie ter wereld. Cinema is populair in het subcontinent, volgens velen omdat het als vlucht uit de realiteit kan dienen. Bollywood – de naam is afgeleid van het Amerikaanse Hollywood, waarbij de B staat voor Bombay (de oude naam van Mumbai), het kloppende hart van de Indiase filmwereld – geniet grote bekendheid buiten India. In veel landen, van Marokko tot Thailand en van Indonesië tot Rusland, is Bollywood zelfs populairder dan Hollywood. De interesse voor Bollywood blijkt in de VS toe te nemen, wat al resulteerde in enkele grote, op Bollywood geijkte, films zoals 'Bend It Like Beckham', en 'Bride & Prejudice'. Omgekeerd maken Indiase acteurs uitstapjes naar Hollywoodfilms, zoals Aishwarya Rai, Gulshan Grover, Naseeruddin Shah, Anil Kapoor, Om Puri en Jackie Shroff.

### Eten en drinken

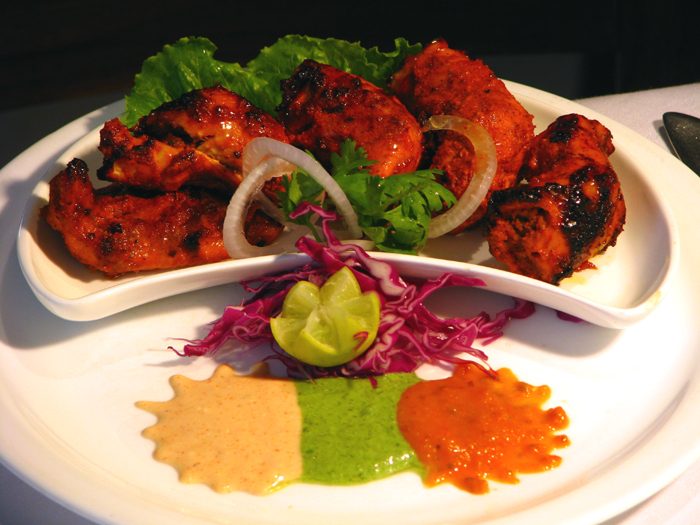
Kip tandoori

In de Indiase keuken wordt veel gebruikgemaakt van rijst, granen, kip en specerijen en verse kruiden die tot garam masala's (aromatische mengsels) gemalen worden. Curry's, tikka's en kofta's die met rijst of met vers brood gegeten worden, zijn bekende Indiase gerechten.

### Sport
De populairste sport in India is cricket en het is daarmee de inofficiële nationale sport. Het is zo populair dat het gezien wordt als een van India's snelst groeiende industrieën, het nationale team is een van de beste teams ter wereld. In 2011 is het team wereldkampioen geworden. Een andere populaire sport waarin India veel successen heeft behaald, is hockey. Ook populair zijn: tennis, badminton en schaken. Van schaken wordt aangenomen dat het in India ontstaan is (Chaturanga). Traditionele sporten uit India zijn Kabaddi, Gilli-danda, polo en badminton, dat bedacht werd in een Britse club in Pune in de 16e eeuw. De sport rollball is daarnaast ook in Pune ontstaan.

## Politiek

### Staatsinrichting

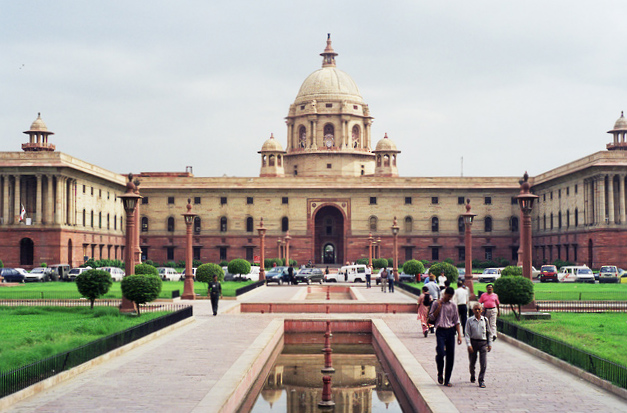
Het Secretariaatsgebouw in New Delhi huisvest verscheidene ministeries

India is een democratische republiek met een overwegend federale structuur.
Aan het hoofd staat een president, momenteel Draupadi Murmu. De taken van deze president zijn grotendeels ceremonieel. De president en de vicepresident worden iedere 5 jaar gekozen door een speciaal kiescollege. De termijnen lopen niet gelijk en de vicepresident volgt niet automatisch de president op bij diens overlijden.
De uitvoerende macht ligt bij de raad van ministers (het kabinet), die geleid worden door een minister-president, momenteel Narendra Modi. De president benoemt de minister-president die wordt voorgedragen door de regerende politieke partij of coalitie. De president benoemt dan ministers op advies van de minister-president.
Het parlement van India kent twee kamers, het hogerhuis genaamd Rajya Sabha (Nederlands: De raad van de staten) en het lagerhuis genaamd Lok Sabha (Nederlands: Het huis van de mensen). De regering legt verantwoording af aan de Lok Sabha.
India kent algemeen stemrecht sinds 1950 (Indiase Grondwet) en de minimale kiesleeftijd is 18 jaar. Het land maakt gebruik van een districtenstelsel. De omvang van een kiesdistrict verschilt per soort verkiezing, omdat er één zetel te behalen valt per kiesdistrict. Voor landelijke verkiezingen zijn ze daarom groter in omvang dan voor verkiezingen voor de verschillende staten.

### Bestuursstructuur
India is onderverdeeld in:

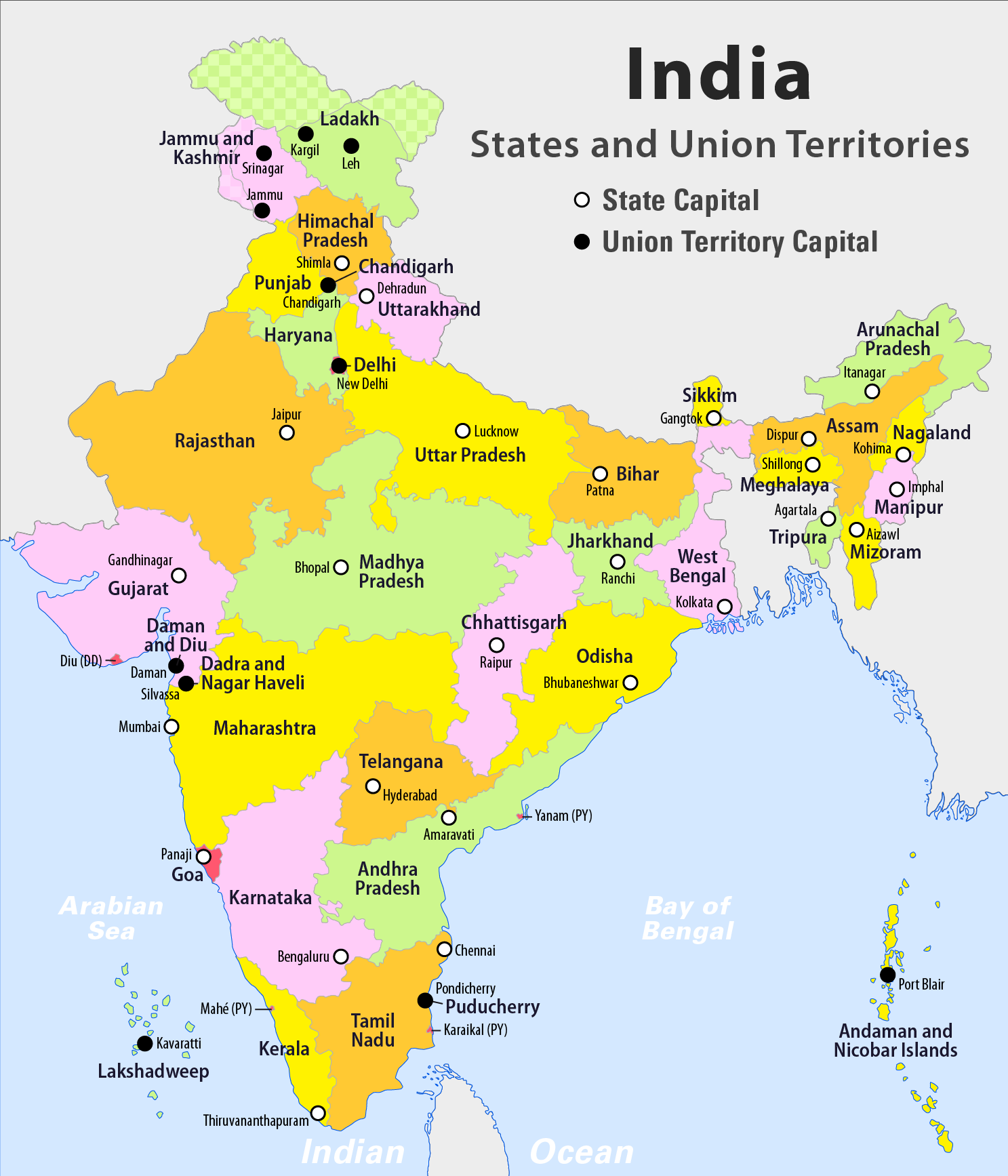
Staten en unieterritoria, met hoofdsteden

- 28 deelstaten, waarvan negen met een bevolkingsaantal van meer dan vijftig miljoen inwoners.
- 8 unieterritoria (waaronder 1 nationaal hoofdstedelijk territorium (Delhi))

De verschillende staten kennen een eigen regering, waarbij de functie van de chief minister vergeleken kan worden met die van een minister-president. De parlementen van de meeste staten kennen een eenkamerstelsel, de Vidhan Sabha of (in vooral niet-Hindi-staten) de Legislative Assembly. Zes staten kennen echter een tweekamerstelsel, waar de Vidhan Sabha of Legislative Assembly de taak van het Lagerhuis vervult en de Vidhan Parishad of Legislative Council die van het Hogerhuis.
Alle staten en unieterritoria zijn weer onderverdeeld in districten. Negen staten kennen tussen het staatsniveau en het districtsniveau nog een extra laag; divisies genaamd. Daarnaast bestaan er in India nog drie kleine autonome gebieden, die door de federale overheid zijn aangewezen en die een bepaalde mate van autonomie hebben binnen de staat waar ze zich bevinden. Hoe de districten weer verder zijn onderverdeeld, verschilt per staat. De districten worden onderverdeeld in tehsils, talukas of mandals. In vijf staten worden de districten gegroepeerd in subdivisies.
India heeft geen territoriale claim gelegd op Antarctica maar heeft daar wel een permanent onderzoeksstation, Dakshin Gangotri.

### Partijen
India kent een groot aantal politieke partijen. Er zijn partijen die zich op één of een beperkt aantal staten richten, ook al doen sommige ook met de federale algemene verkiezingen mee. Daarnaast zijn er ook landelijke partijen, die maar in een beperkt aantal staten populair zijn. De meeste partijen groeperen zich in allianties. Een overzicht van partijen die op federaal niveau van belang zijn:
- Indiaas Nationaal Congres (INC), sinds haar oprichting in 1947 tot 1989, domineerde deze partij de Indiase politiek. Zij situeert zich links van het politieke spectrum. In 2004 kwam de partij terug meer op de voorgrond met Manmohan Singh als eerste minister.
- Bharatiya Janata-partij (BJP): Rechtse en Hindoe-nationalistische partij, steeds belangrijker in de Indiase politiek sinds de jaren 90.
- Samajwadi-partij (SP), socialistische partij uit Uttar Pradesh.
- Bahujan Samajpartij (BSP), gematigd socialistisch
- Janata Dal (United) (JD(U)), centrumpartij, vooral populair in Bihar en Karnataka (DMK)
- All India Trinamool Congress (WBTC), socialistisch
- Dravida Munnetra Kazhagam, sociaaldemocratische partij uit Tamil Nadu
- Communistische Partij van India (Marxistisch) (CPI-M), vooral populair in West-Bengalen en Tripura.
- kleinere partijen zijn de Biju Janata Dal (BJD), Shiv Sena (SS), All India Anna Dravida Munnetra Kazhagam (AIADMK), Nationalistische Congrespartij, Telugu Desampartij (TDP), Rashtriya Lok Dal (RLD), Shiromani Akali Dal (SAD), Rashtriya Janata Dal (RJD) en de Communistische Partij van India (CPI).

Na de onafhankelijkheid waren heel wat regeringen uitsluitend door de INC bevolkt. Sinds 1989 is men meestal gedwongen om een coalitie te sluiten tussen enkele partijen.

### Interne politieke problemen
In India waren en zijn er verschillende separatistische bewegingen actief. In de staat Punjab werd door Sikhs van de Khalistan-beweging gestreden voor een onafhankelijke staat Khalistan.
Het noordoosten van India wordt al sinds de onafhankelijkheid geteisterd door groeperingen die tegen de staat of tegen elkaar vechten. Naxalieten, maoïstische militanten, zijn vooral actief in het midden en oosten van het land. Spanningen tussen hindoes en moslims blijven aanwezig. Het kastenstelsel, discriminatie van Dalits, overbevolking, armoede en milieuvervuiling vormen andere bronnen van problemen. Ook is er sprake van corruptie.
In 2020 waren er grootschalige boerenprotesten tegen de voorgenomen landbouwhervormingen, die tot in 2021 aanhielden.

### Externe politieke problemen
Met Pakistan en China zijn er problemen: met China over Ladakh en Zanskar, met Pakistan over de unieterritoria Jammu en Kasjmir . Tussen India en Pakistan vinden regelmatig gevechten plaats aan de bestandslijn. Moslim-militanten die actief zijn in Kasjmir krijgen steun vanuit Pakistan.

## Economie

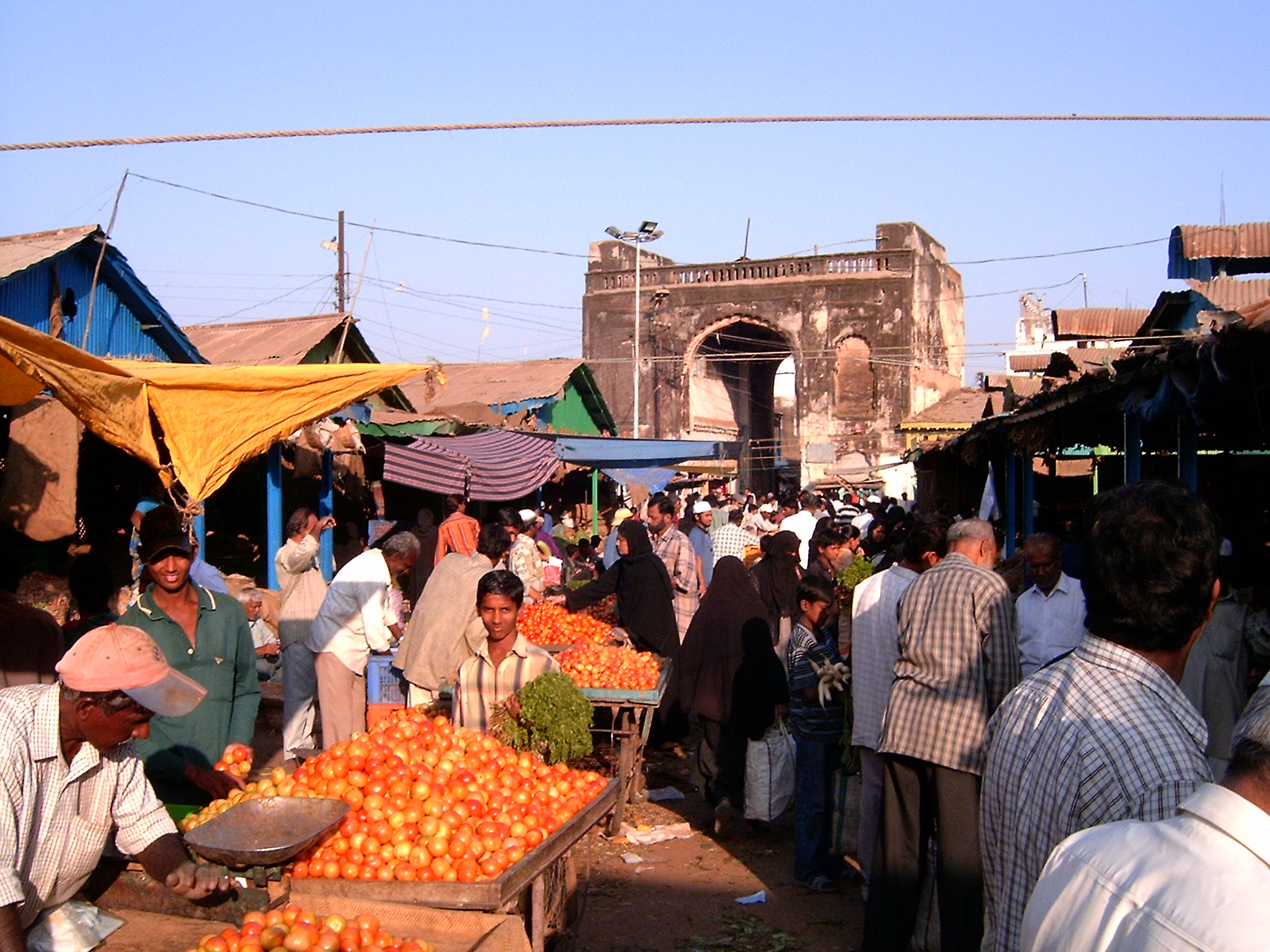
Markt in Haiderabad

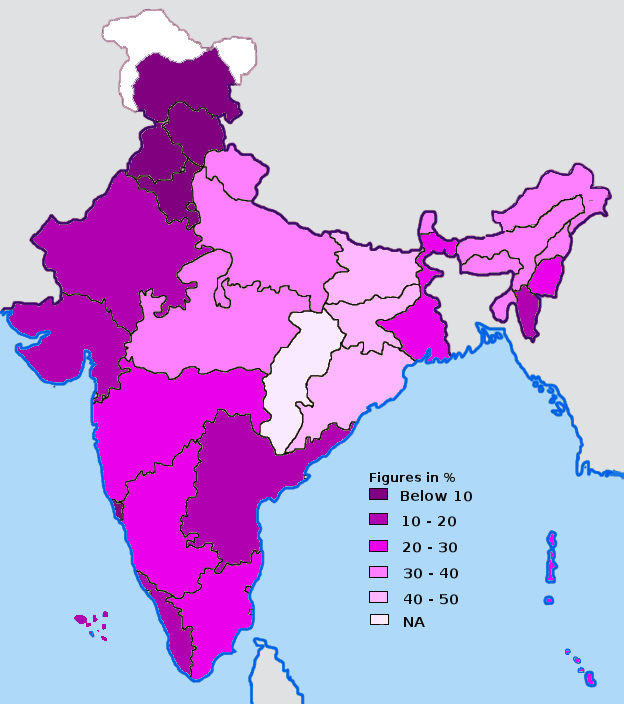
Percentage van de bevolking dat in armoede leeft, per staat (1999-2000)

In 2022 is de economie van India groter geworden dan die van het Verenigd Koninkrijk. India staat hiermee op de vijfde plaats van grootste economieën wereldwijd met een bruto binnenlands product (bnp) van US$ 3400 miljard. India is in een periode van 10 jaar gestegen van de 11e naar de 5e plaats. Al vanaf het begin van de jaren 80 van de 20e eeuw heeft de economie consistent hoge groeicijfers gerealiseerd tussen de vier en acht procent op jaarbasis. Alleen in 2020, het jaar waarin de coronapandemie woedde, was de groei negatief. Door het hoge aantal inwoners staat het bnp per hoofd van de bevolking fors lager, op basis van gegevens over 2021 stond India op plaats 159 van de 229 landen die gerangschikt zijn.
De agrarische sector stelt nog altijd de meeste mensen aan het werk. De dienstensector, met name de IR-sector, is een sterke groeisector dankzij het hoge opleidingsniveau in India. India heeft ook veel potentie voor mijnbouw. Ook de industrie breidt zich gestaag uit, hierbij geholpen door de lage lonen. 

### Landbouw
Meer dan 60% van de bevolking werkt in de landbouw. De belangrijkste gewassen zijn graansoorten als rijst en gierst (millet) en sorghum, maar ook bonen en pinda's zijn belangrijk. India heeft meer koeien dan enig ander land ter wereld, maar vanwege het Hindoegeloof mogen deze dieren niet gegeten worden. Ze kunnen daardoor alleen maar gebruikt worden voor hun melk.

### Mijnbouw
India heeft grote grondstoffenvoorraden, waaronder graniet, steenkool, olie, gas en ijzererts. India is wereldwijd op twee na de grootste producent en consument van steenkool. In het fiscale jaar 2009 produceerde India ongeveer 500 miljoen ton; met de bekende steenkoolreserves kan het land nog 80 jaar op dit niveau doorgaan met de productie. In 14 van de 28 staten wordt steenkool gewonnen; de grootste producenten liggen in het oosten van het land. De steenkool is overigens van matige kwaliteit waardoor alles binnenlands wordt gebruikt. Ruim 70% van de steenkool wordt gebruikt voor de opwekking van elektriciteit. In 1973 is de industrie genationaliseerd, maar sinds 1993 mogen grote steenkoolgebruikers, zoals elektriciteits- en cementbedrijven, zelf mijnen openen. India importeert circa 10% van de steenkoolbehoefte uit het buitenland. Het vervoer van de mijn naar de gebruikers gaat veelal per spoor.

### Industrie
Geholpen door de lage lonen en de hoge opleiding van de bevolking slaagt India er steeds meer in om westerse bedrijven aan te trekken en zich er te vestigen. India produceert geavanceerde producten als raketten, auto's en vliegtuigen. Maar ook textiel, staal en machines zijn belangrijk. In het begin van de 21e eeuw remt de groei van de industrie af, hierdoor komen er minder banen voor de niet opgeleide massa. Sindsdien kent de industrie echter weer een groei.

### Dienstensector
Geholpen door de lage lonen en hoge opleiding heeft de dienstensector een grote vlucht genomen. Veel westerse bedrijven besteden hele delen van het werk zoals administratie, programmeren en callcenters, uit naar India. India is een van de belangrijkste software-exporteurs van de wereld, de waarde van de software-export lag in 2003 op 10 miljard Amerikaanse dollar.

### Armoede
India wordt gerekend tot de ontwikkelingslanden met een laag gemiddeld inkomen. De Indiase overheid schatte zelf dat over de jaren 2004 en 2005 gemiddeld 27,5% onder de armoedegrens leefde, wat neer kwam op ruim driehonderd miljoen mensen. Het verschil tussen de armoede in de landelijke gebieden (28,3%) en de armoede in de stedelijke gebieden (25,7%) is relatief gezien niet zo groot, ook al is het absolute aantal mensen dat in armoede leeft in de landelijke gebieden ruim tweeënhalve keer hoger. Ook is het zo dat het leven in de stedelijke gebieden duurder is, waardoor de armoedegrens daar anderhalf keer hoger is gelegd dan die in de landelijke gebieden.
Er bestaan grote verschillen in welvaart per staat. De staten rond de Ganges en die ter zuiden daarvan gelden als de armste gebieden van India. De vijf armste staten waren in 2004 en 2005 Odisha (46,4% onder de armoedegrens), Bihar (41,4%), Chhattisgarh (40,9%), Jharkhand (40,3%) en Uttarakhand (39,6%). Het noordwesten, de noordoostelijke staten en het zuiden kennen de minste armoede. Zeven staten en drie territoria hebben minder dan vijftien procent van de bevolking onder de armoedegrens leven.

## Vervoer

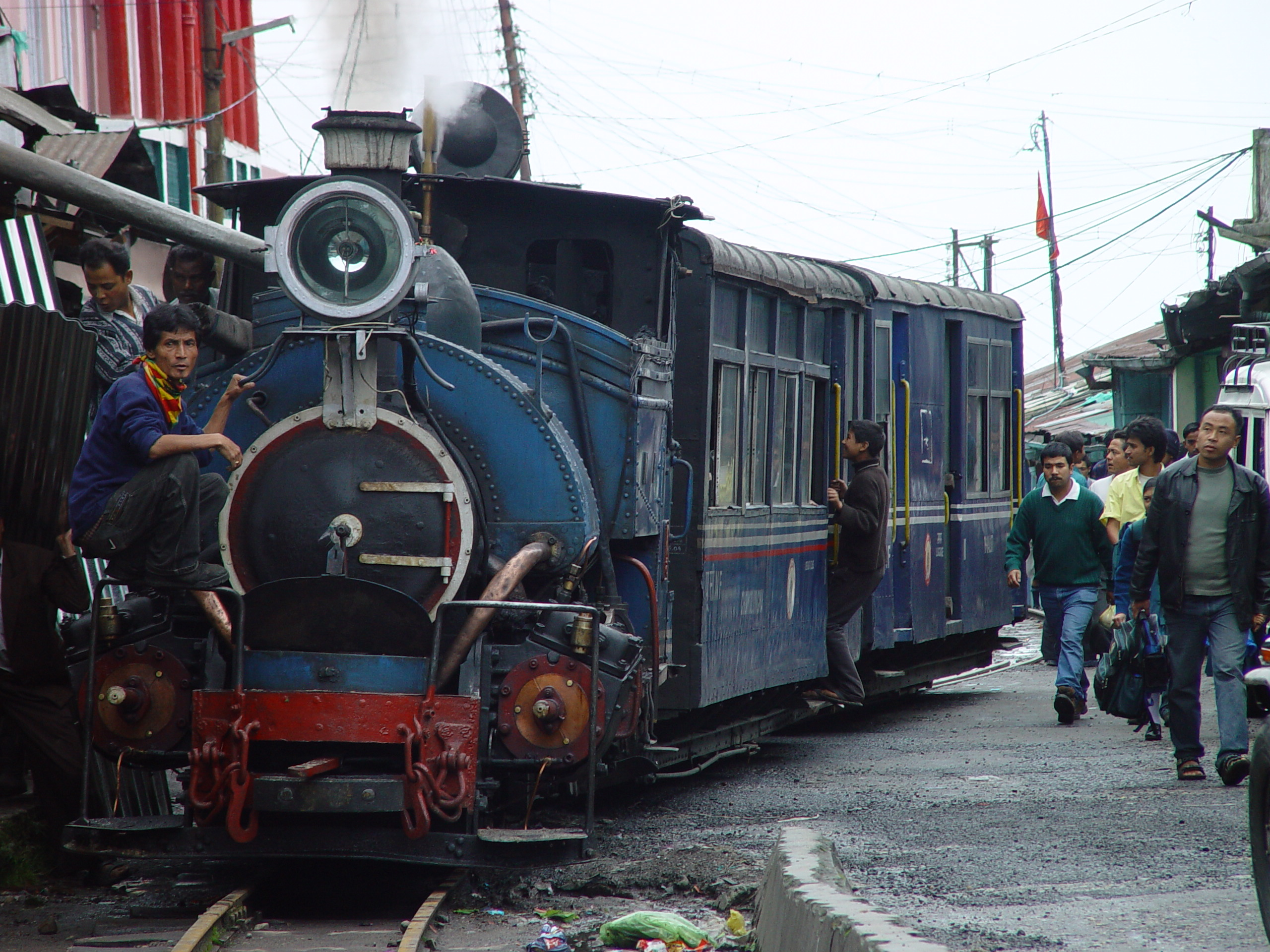
De Darjeelingspoorweg

India heeft een groot en uitgebreid vervoersnet. Het land bezit een van de grootste spoorweg- en wegennetten ter wereld, die miljoenen mensen per jaar vervoeren. Desondanks blijven er grote delen van het vervoersnet onderontwikkeld.
De trein is het meest gebruikte transportmiddel voor de lange afstand en wordt verzorgd door de Indian Railways. De spoorwegen vormen een belangrijk onderdeel van de Indiase cultuur.
India heeft een netwerk van nationale snelwegen, dat alle belangrijke steden en staatshoofdsteden met elkaar verbindt. In 2005 had India totaal 65.569 km aan snelweg, waarvan 4.885 km geclassificeerd wordt als expresweg. De meeste snelwegen hebben twee rijstroken, terwijl in de meer ontwikkelde gebieden ze vier rijstroken hebben. Nabij grote steden kunnen de snelwegen ook acht rijstroken hebben. De snelwegen zijn de economische ruggengraat van India. De snelwegen zorgen voor veel ontwikkeling en vele steden langs de belangrijkste snelwegen hebben een economische impuls gekregen. De vraag naar auto's is een van de hoogste ter wereld. In India rijdt men links.
In verband met een groeiende middenklasse groeit ook het vliegverkeer in India. De grootste luchtvaartmaatschappij van het land is Air India. Er is een groot aantal vliegvelden.

## Bezienswaardigheden
Enkele bezienswaardigheden in India zijn:
- Akshardham
- Bodhgaya
- Darjeelingspoorweg
- Ellora
- Fatehpur Sikri
- Qutb Minar
- Sundarbans
- Taj Mahal
- Grotten van Ajanta
- Grotten van Ellora
- Fort van Agra
- Zonnetempel van Konarak
- Groep monumenten bij Mahabalipuram
- Kerken en kloosters in Goa
- Monumentengroep bij Khajuraho
- Monumentengroep bij Hampi
- Monumentengroep bij Pattadakal
- Grotten van Elephanta
- Chola-tempels, uitgebreid in 2004
- Boeddhistische monumenten bij Sanchi
- Humayun's tombe, Delhi
- Qutb Minar en zijn monumenten, Delhi
- Bergspoorwegen in India
- Mahabodi tempelcomplex in Bodh Gaya
- Rotsschuilplaatsen van Bhimbetka
- Archeologisch park Champaner-Pavagadh
- Het treinstation Chhatrapati Shivaji Terminus
- Chinese visnetten bij Kochi

## Relatie met Nederland
India en Nederland vierden in het jaar 2022 het 75-jarig bestaan van de wederzijdse diplomatieke betrekkingen. De president van India Ram Nath Kovind bracht begin april 2022 ter gelegenheid daarvan een staatsbezoek aan Nederland.